# 朱悦燫墓
朱悦燫墓，位于四川省成都市金牛区凤凰山南麓。1980年7月7日列為四川省重新確定公布的第一批省級文物保護單位。2006年5月25日公佈為第六批全國重點文物保護單位，歸入第四批全國重點文物保護單位蜀王陵。

## 墓葬简介
朱悦燫墓又名明蜀悼庄世子墓。朱悦燫是朱元璋第十一子蜀献王朱椿的长子，谥号悼庄世子，故得此名。墓葬位于成都市金牛区北星大道以东，现凤凰山公园南门西侧。
朱悦燫墓的墓室规模宏大，与同时期其他明蜀王陵建制相近。论墓室大小，朱悦燫墓其中最大的一座。墓室坐东北朝西南，方位为南偏西55°；全长34.7米，高1.5-2米，地宫模拟王府形制建造，墓室有大门、二门，接下来是正殿，两侧为左右两厢，之后为中庭、圜殿，后殿为陵寝。墓室装饰为仿木结构建筑，细节装饰尤为华丽。

## 出土文物
墓室中有大量石刻精品，包括墓室装饰及香炉、须弥座、欢门等物件上装饰性的雕刻等。墓葬中出土陶器、铁器、青铜器、漆器、玉器等550余件。特别是釉陶制作的500余件仪仗俑，包括文官俑、武士俑、乐俑、仪仗俑、侍俑等五大类别，其服饰色彩和人物形象成为反映了元末明初雕刻艺术的重要参考。五百陶俑的排列位置在发掘之前一直保持有序状态未被破坏，也成为反应明朝初年亲王仪仗制度的重要历史资料。
现在大部分的出土文物陈列于四川博物院中。

## 保护规划
朱悦燫墓现由金牛区文物管理所管理。2013年被列入国家大遗址保护规划成都片区的组成部分，并且已规划为凤凰山-朱悦燫墓片区古遗址公园。

## 图片

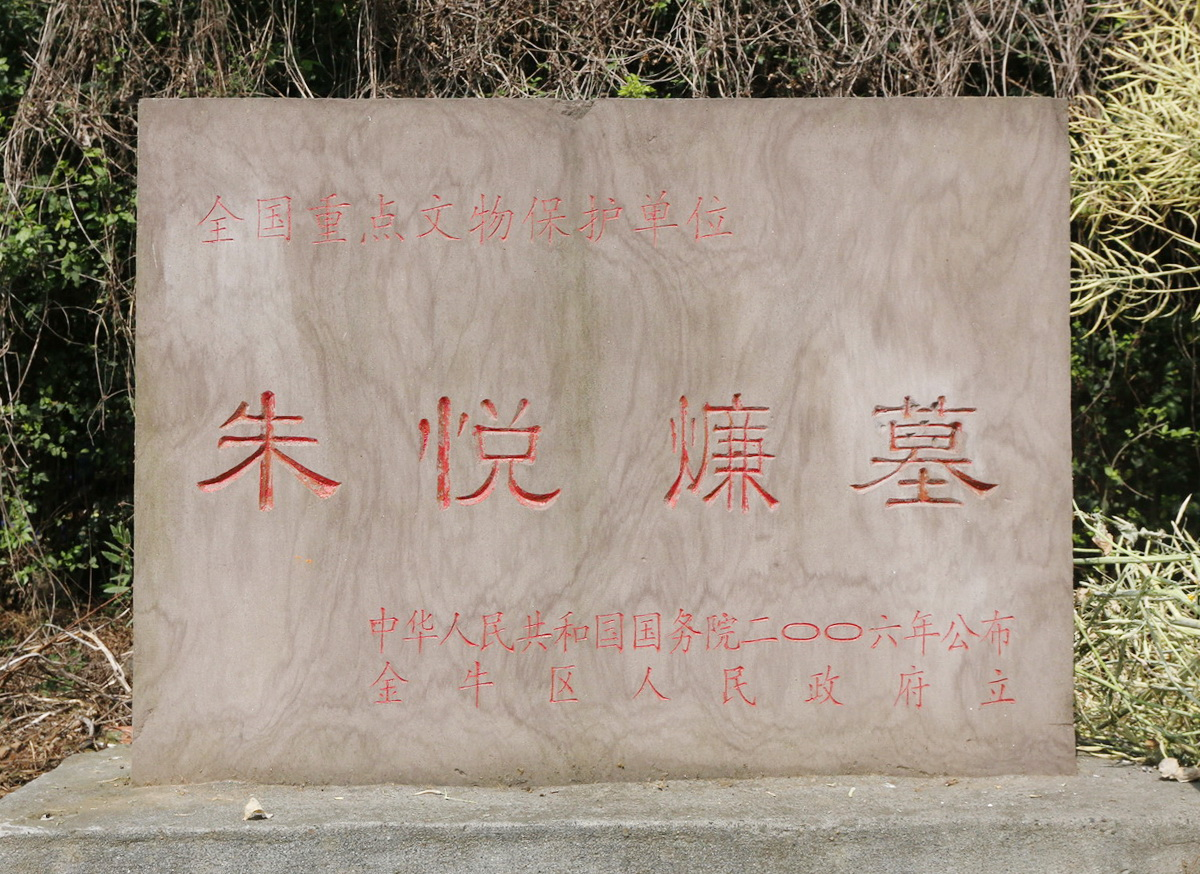
全国重点文物保护单位标志碑，由金牛区人民政府立
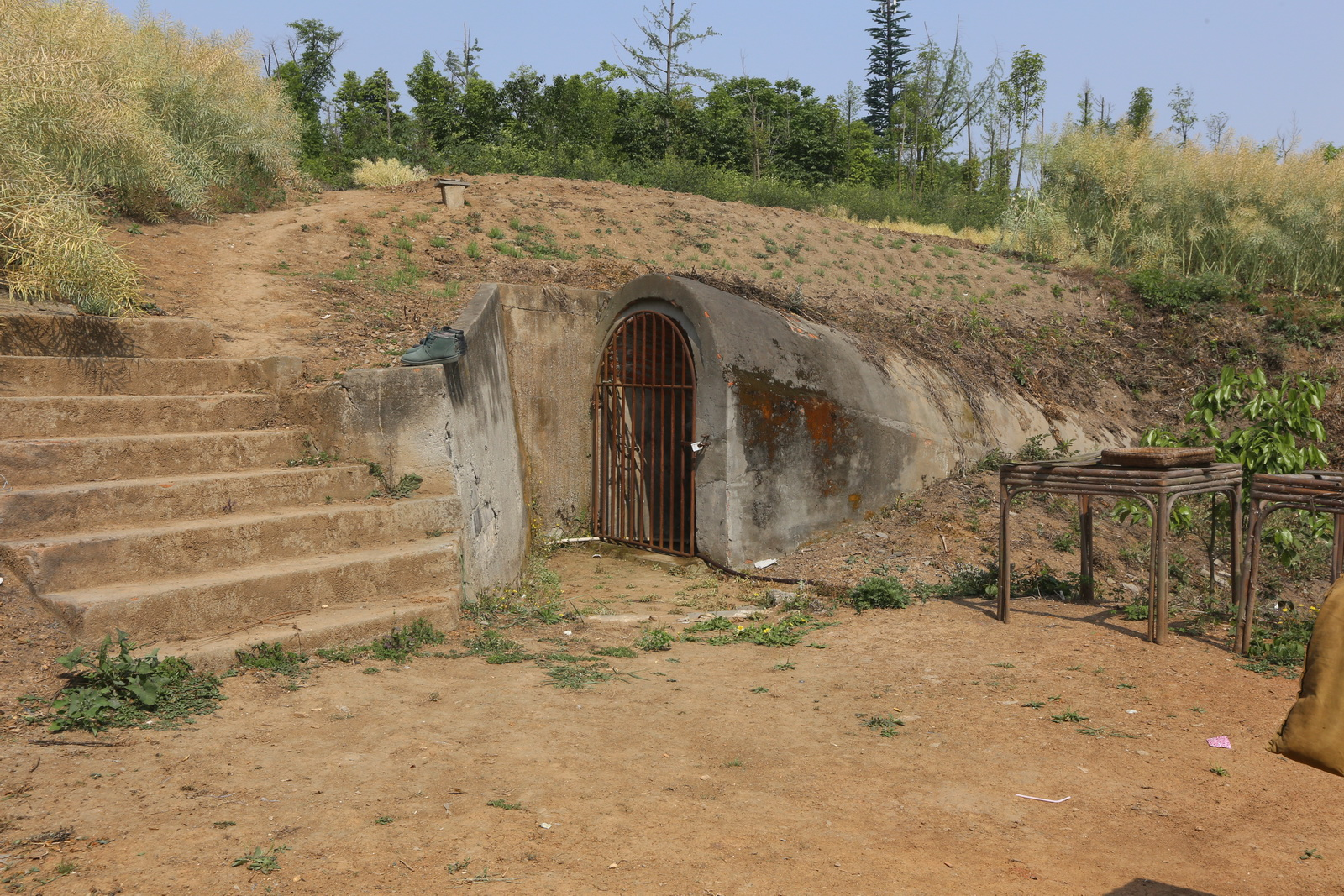
朱悦燫墓地宫的入口，在墓葬南面
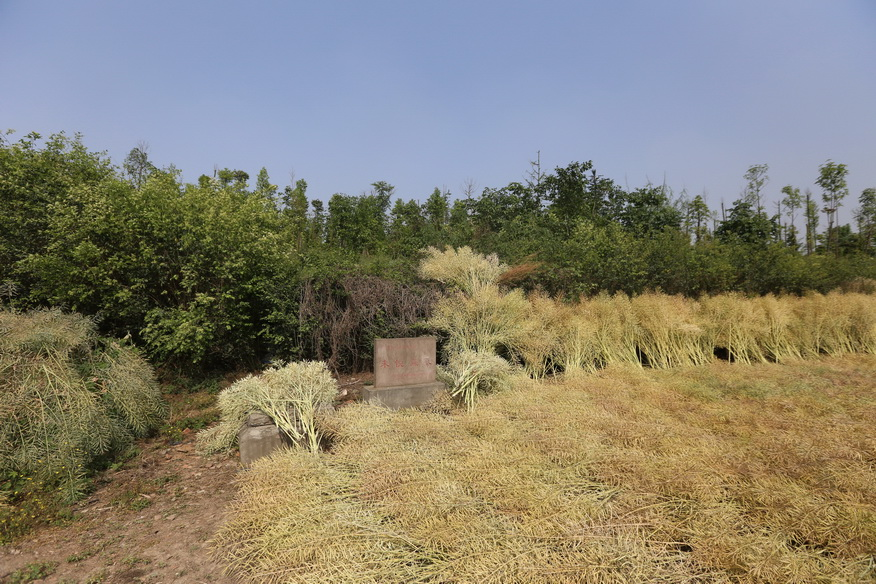
朱悦燫墓全景
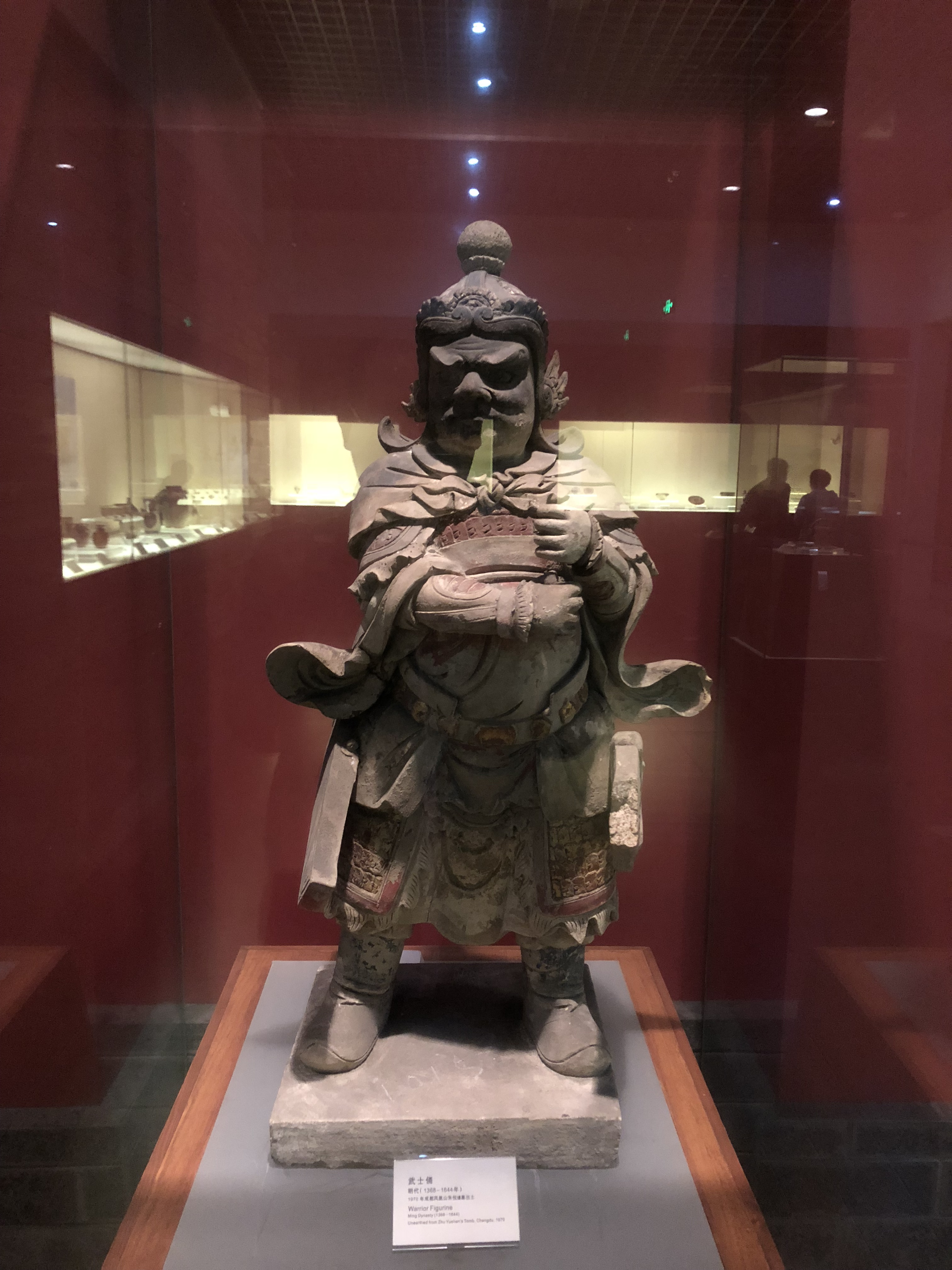
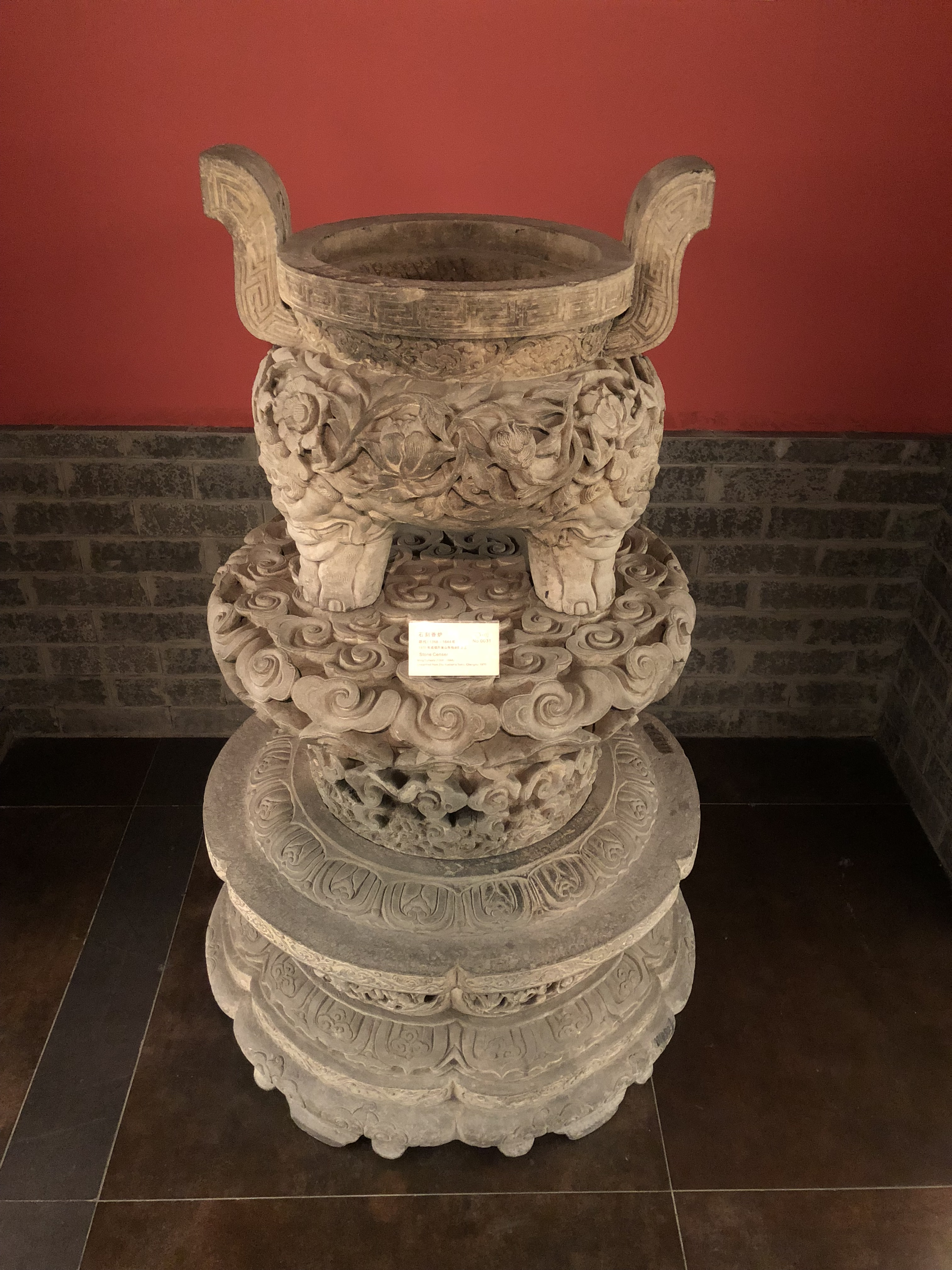
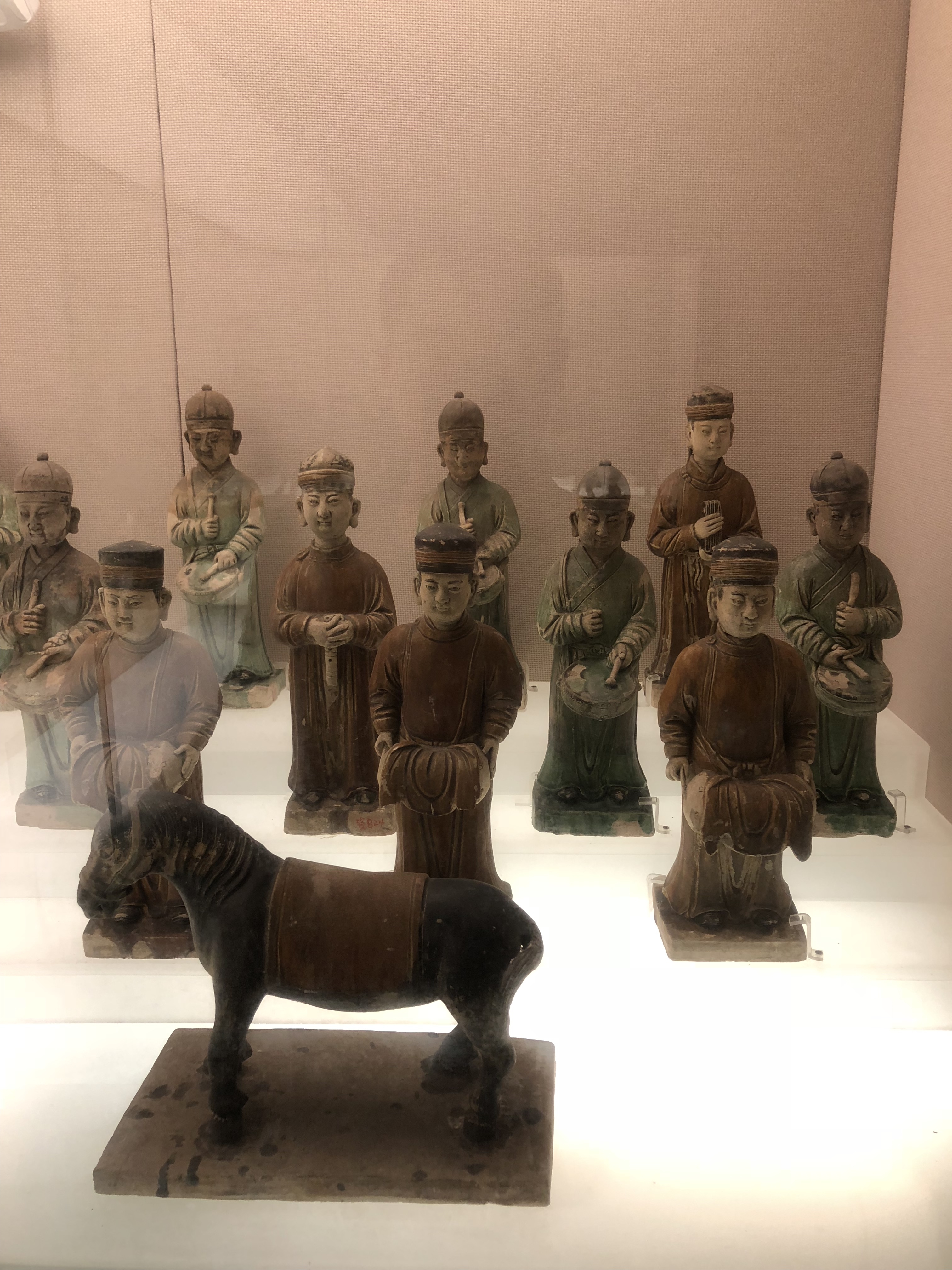
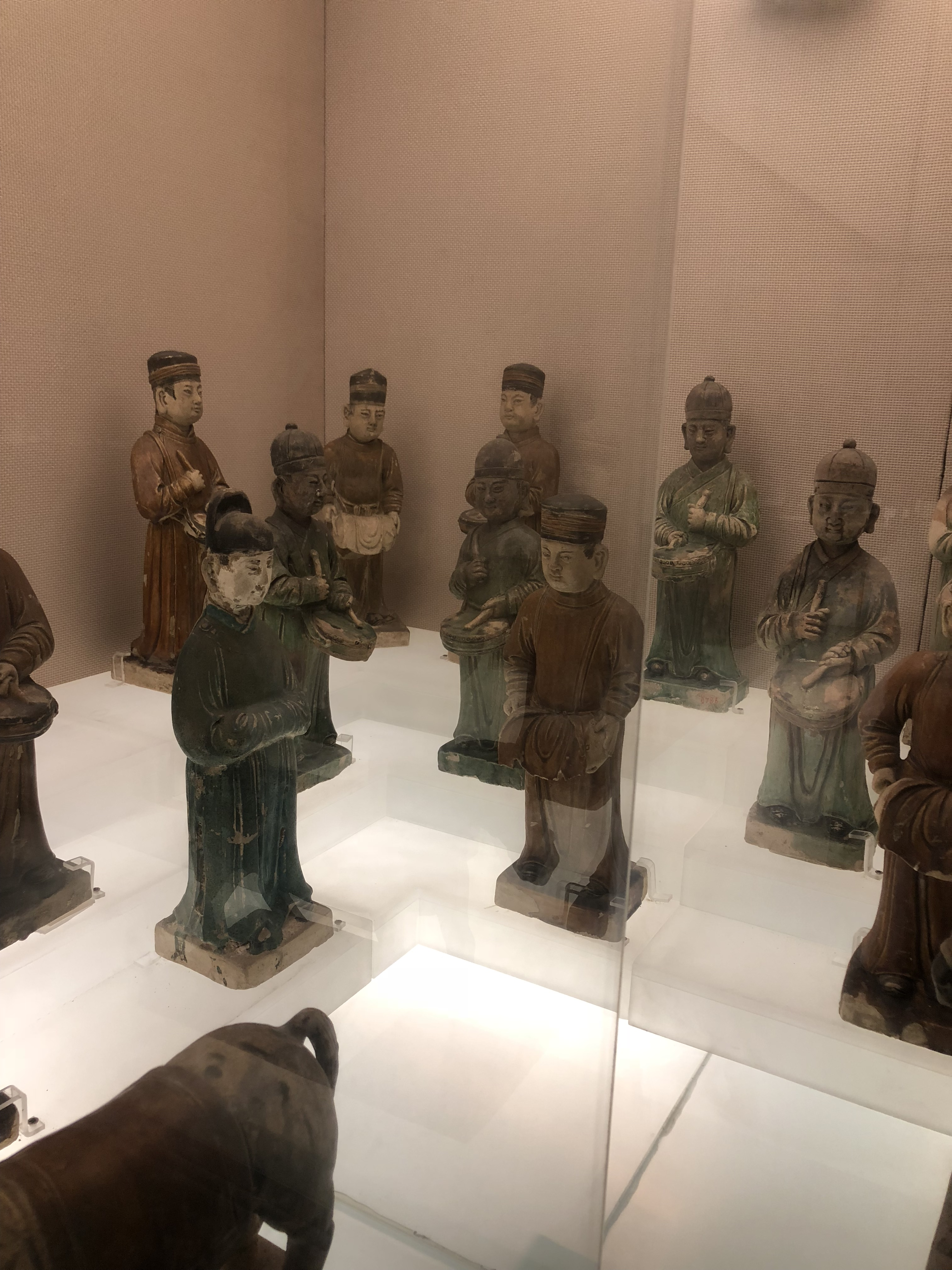
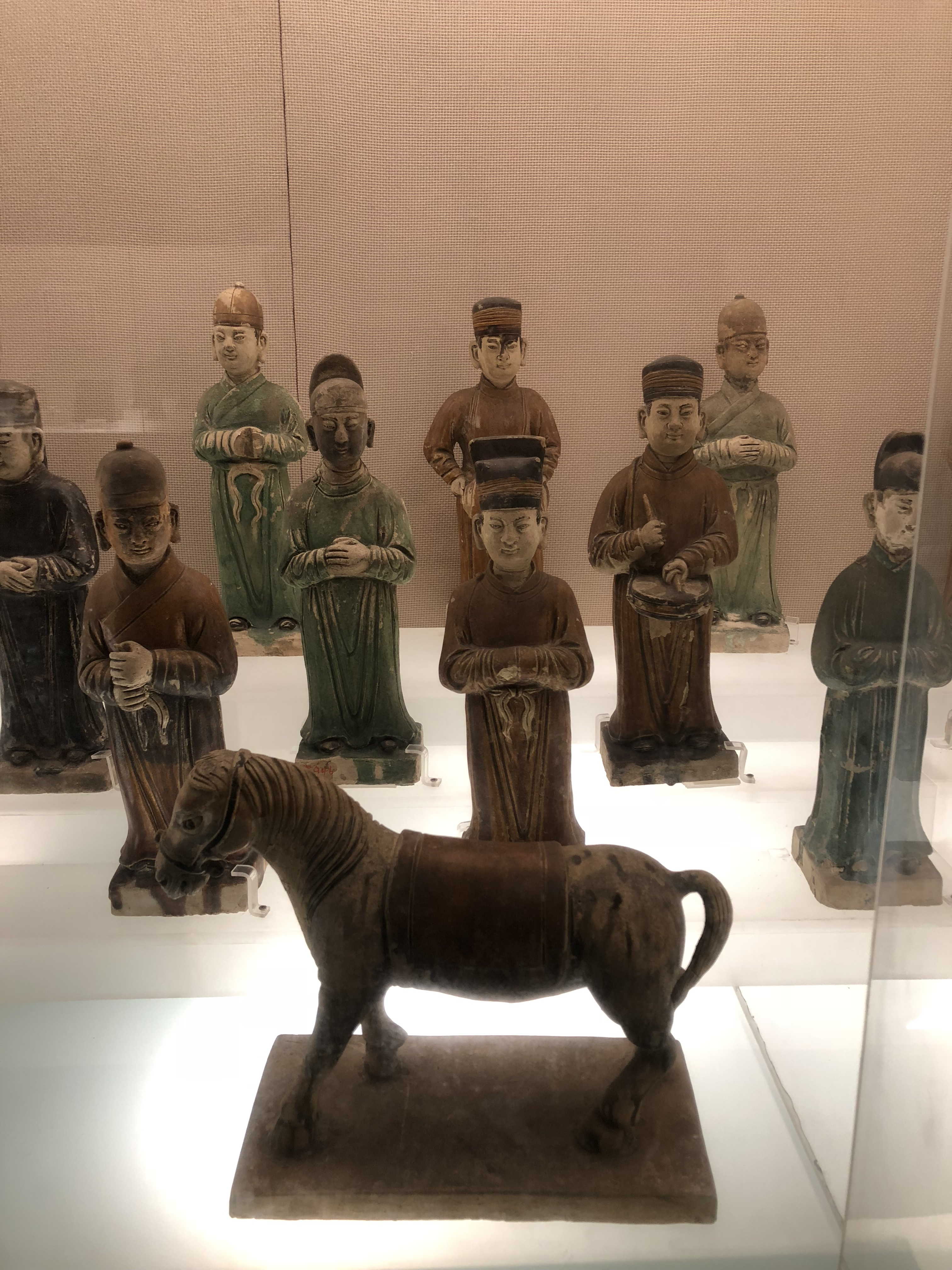
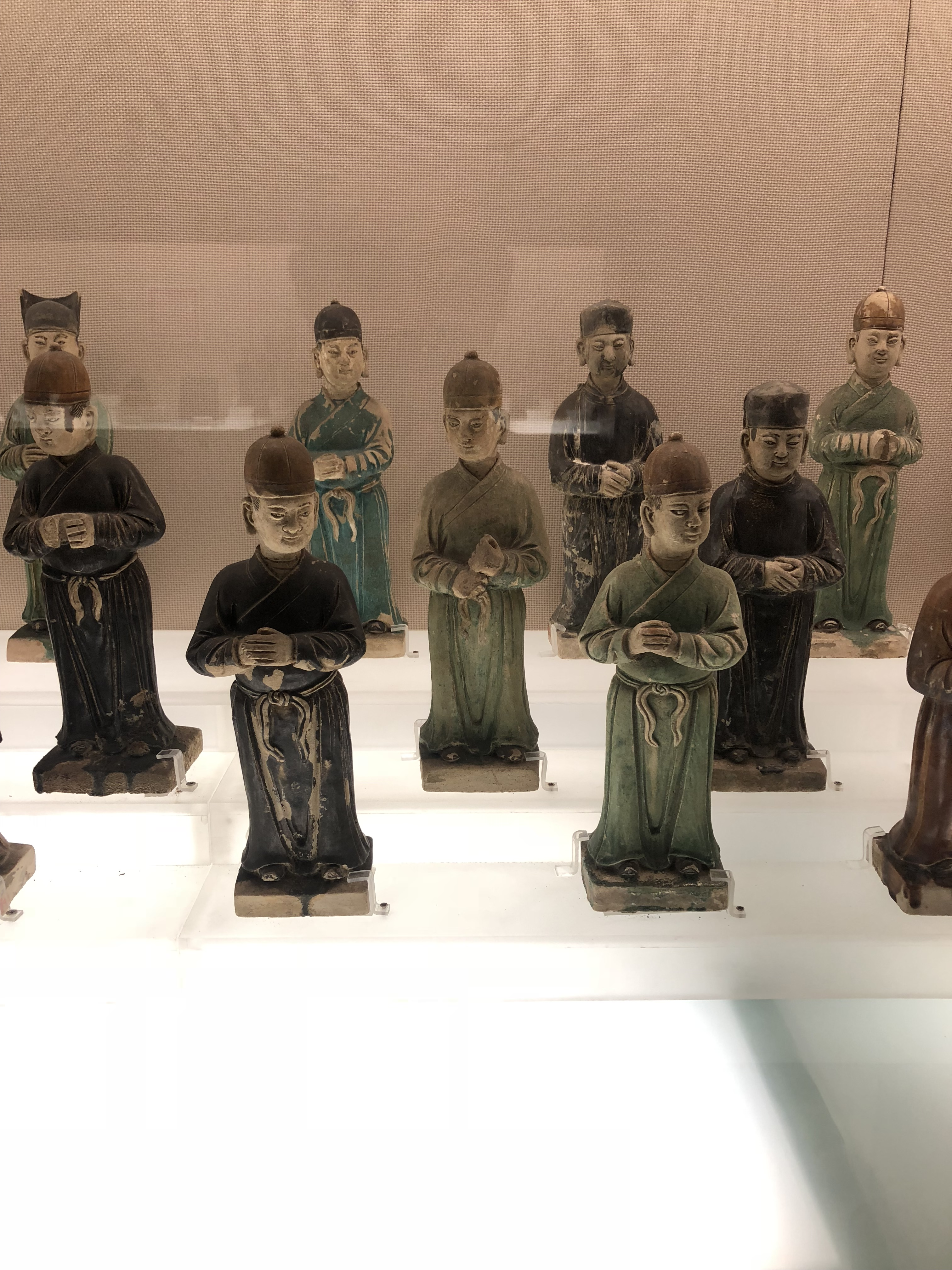
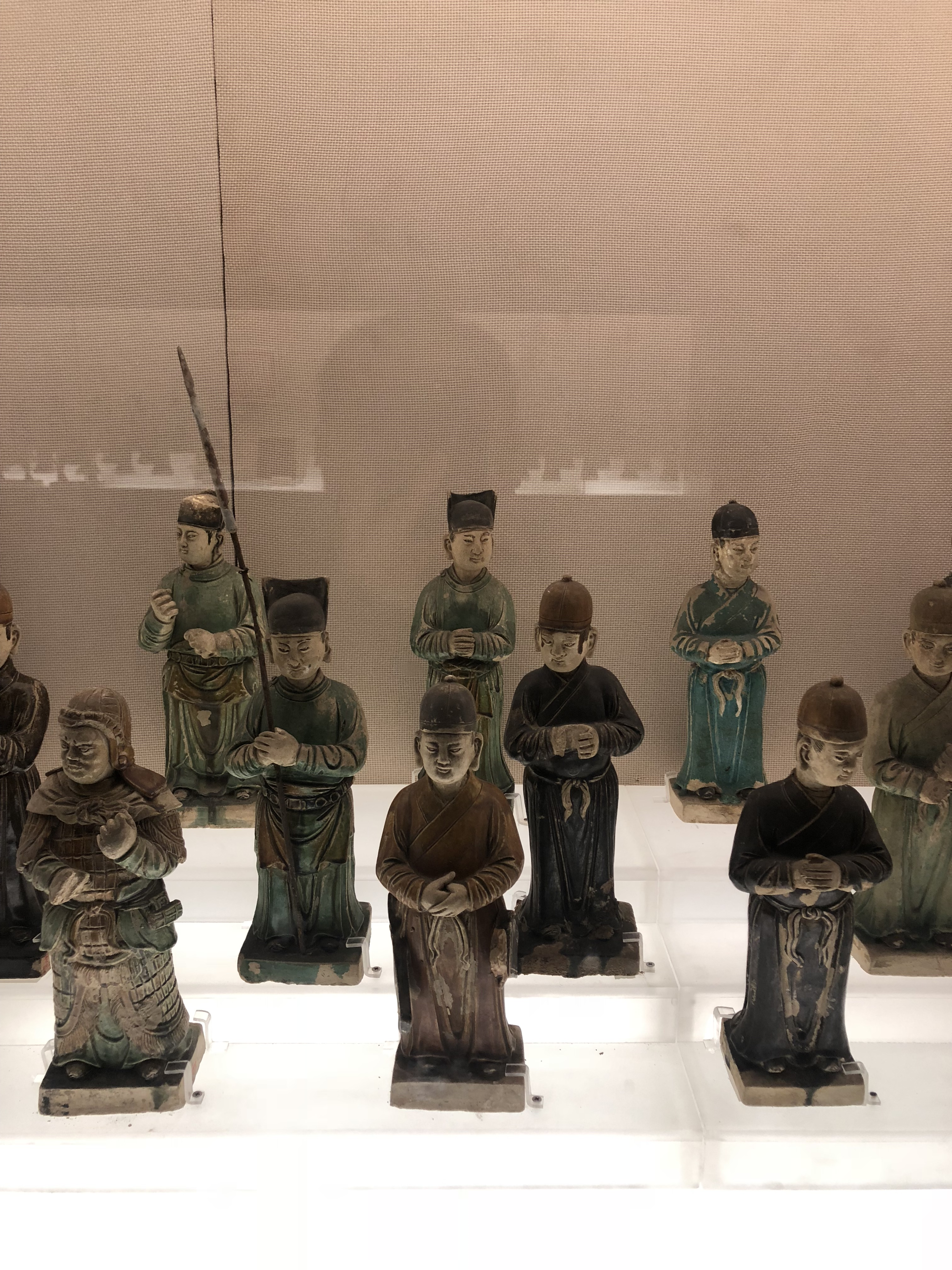
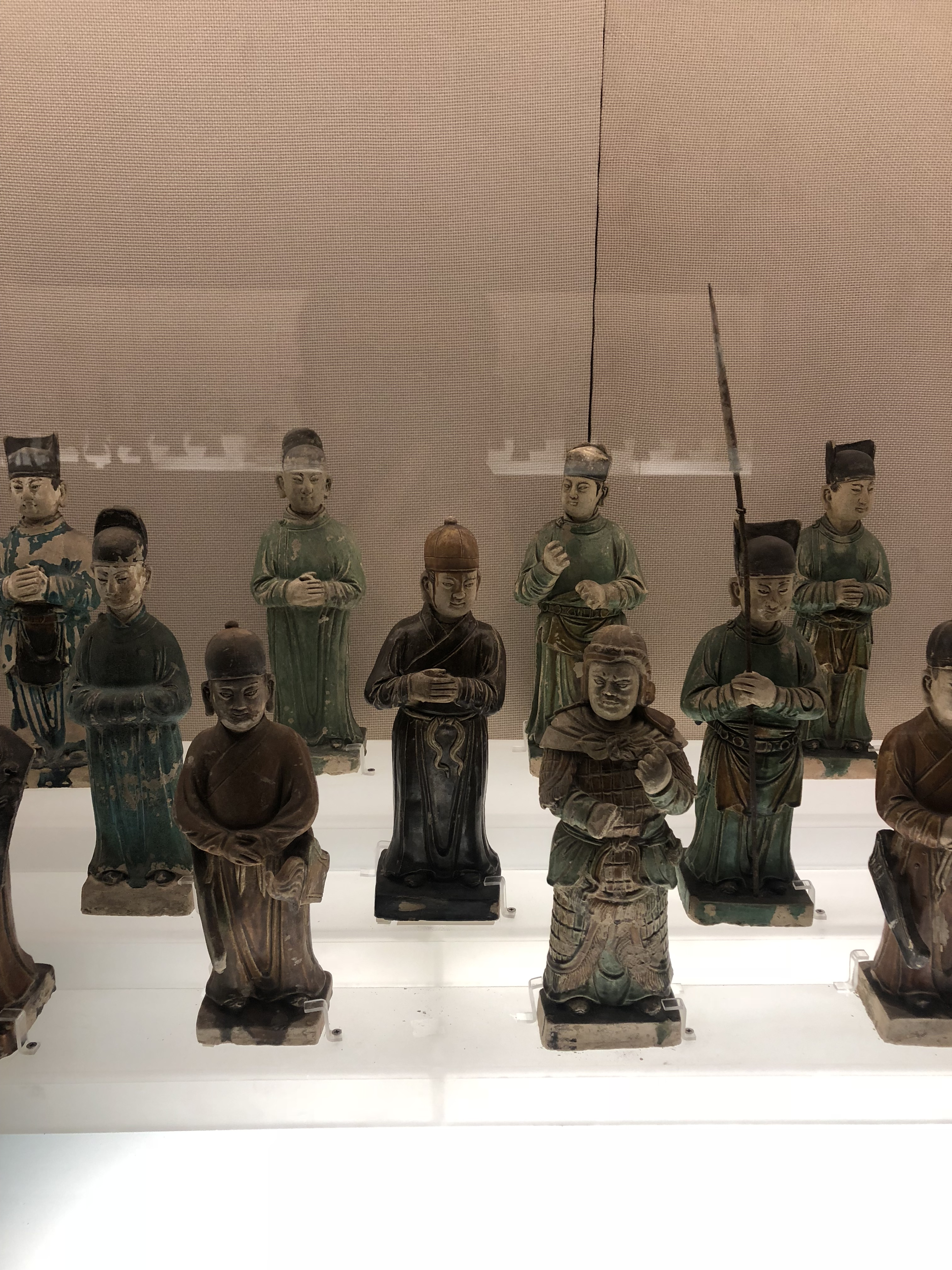
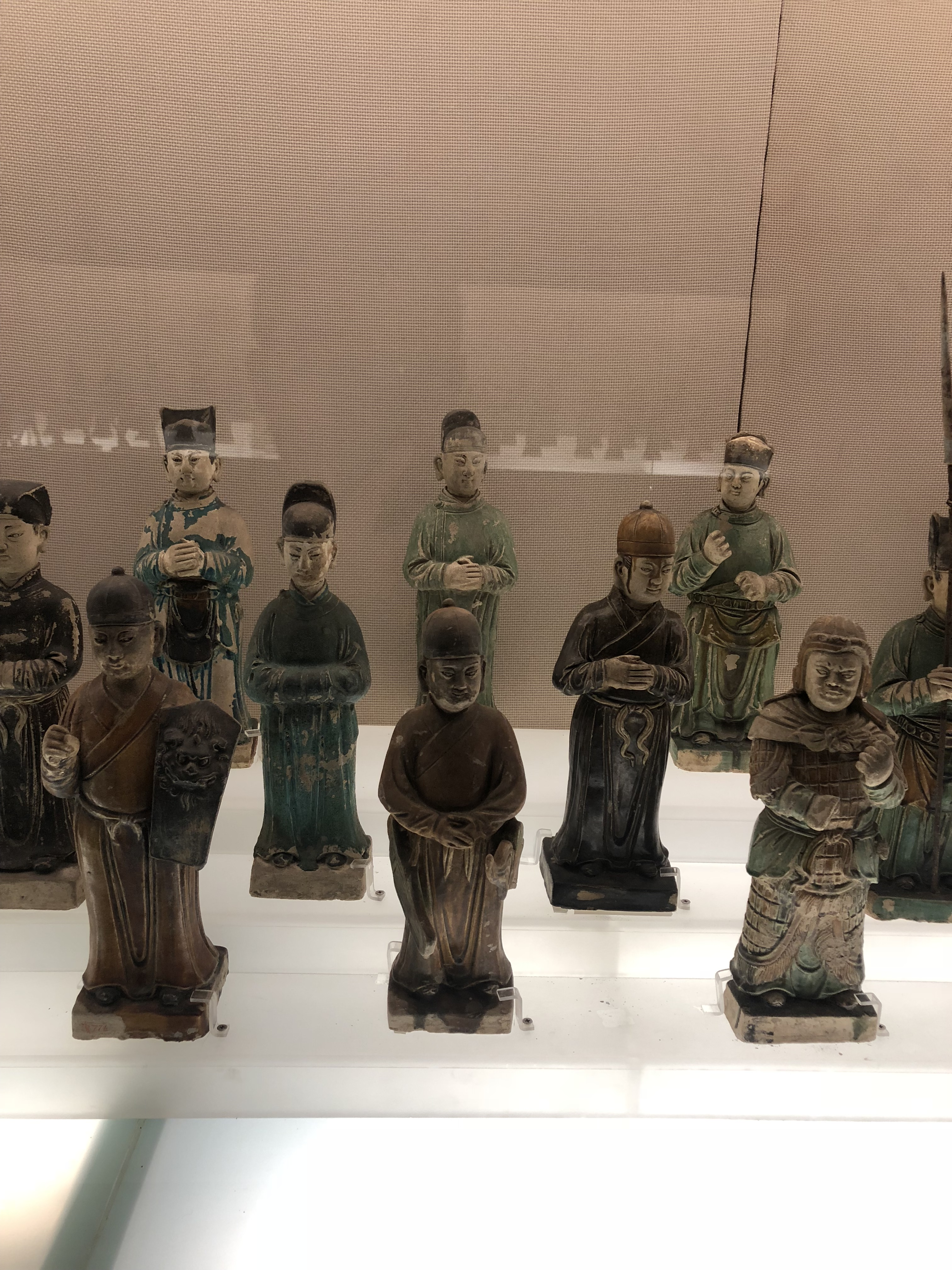
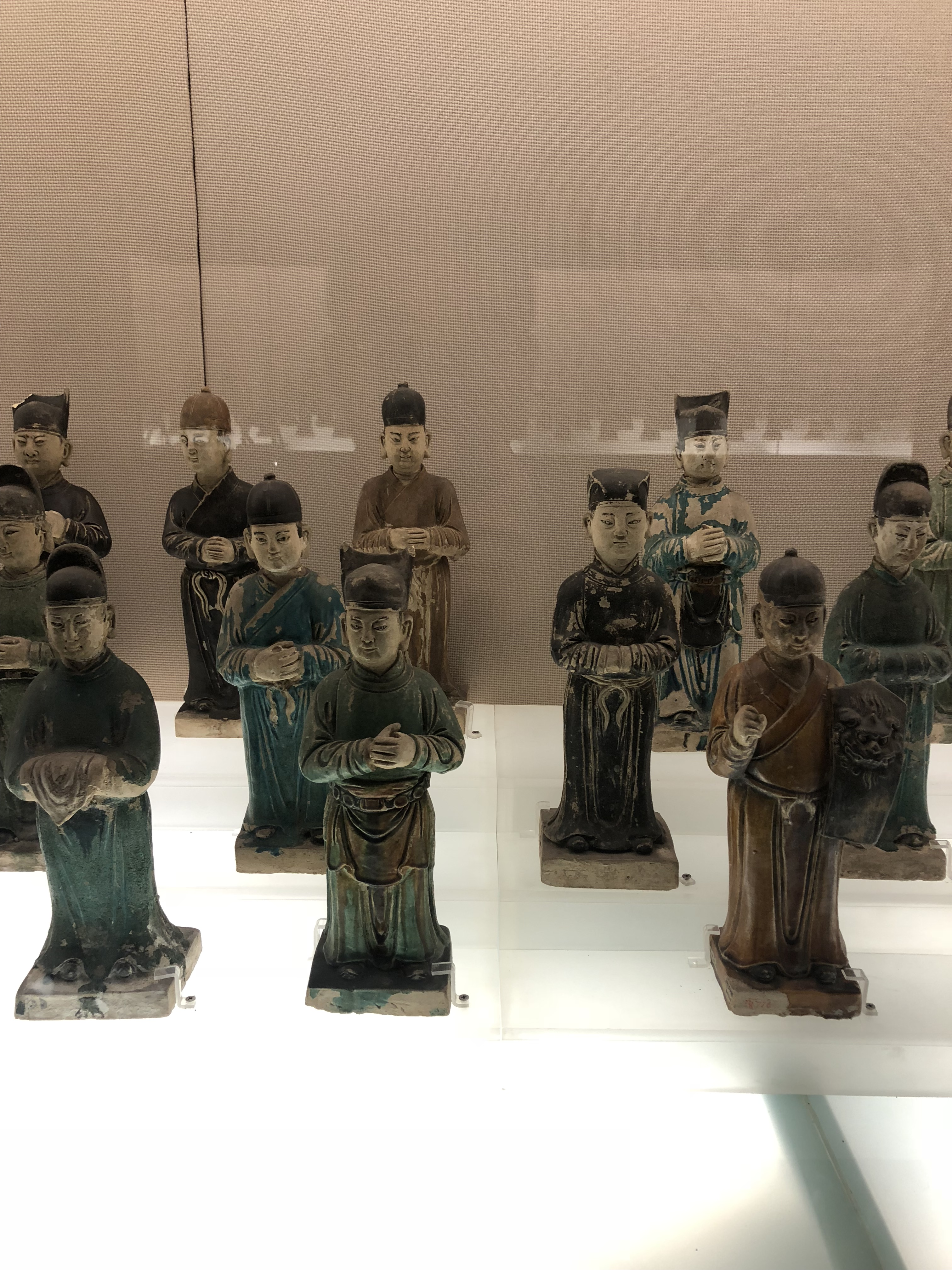
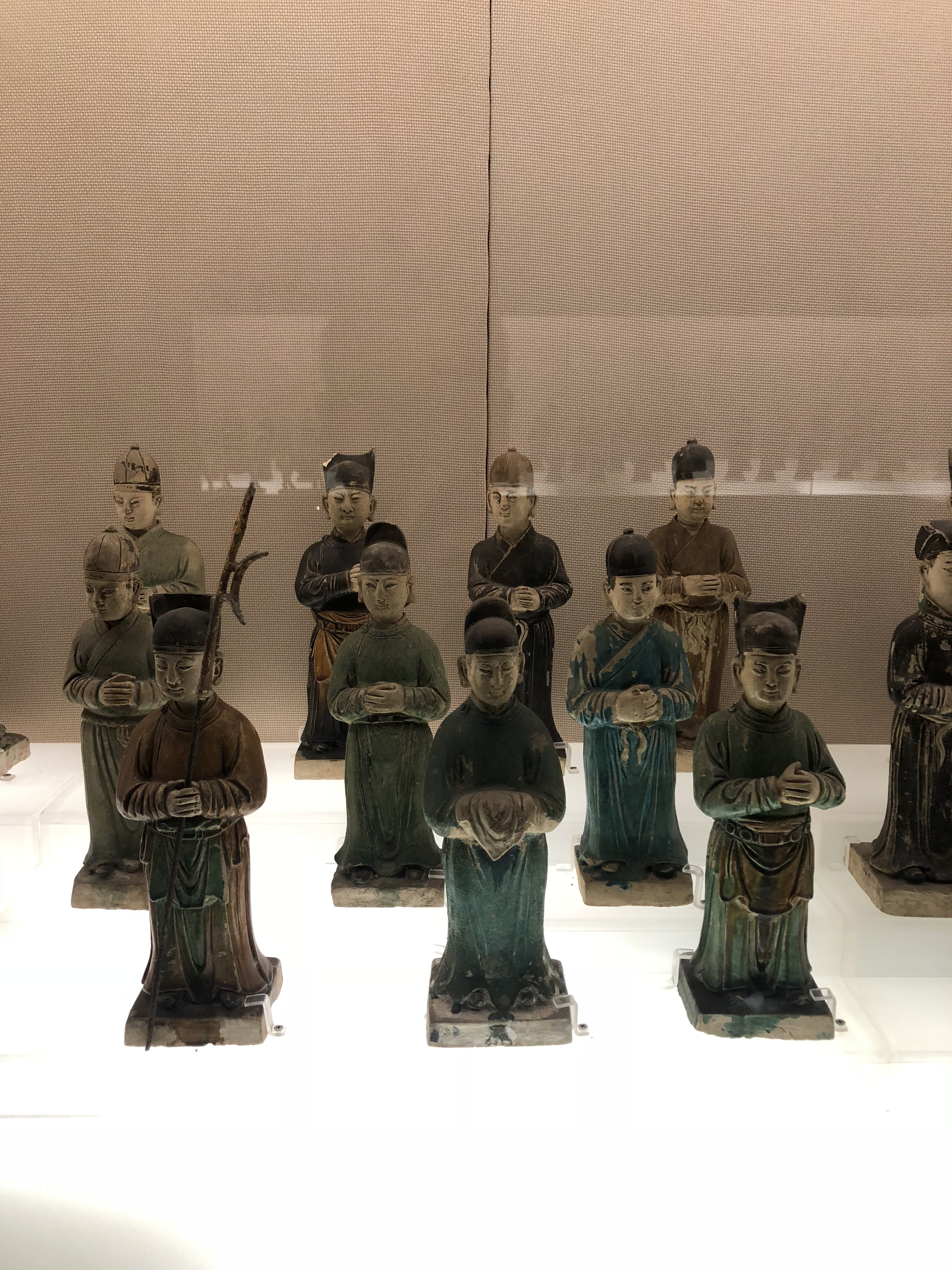
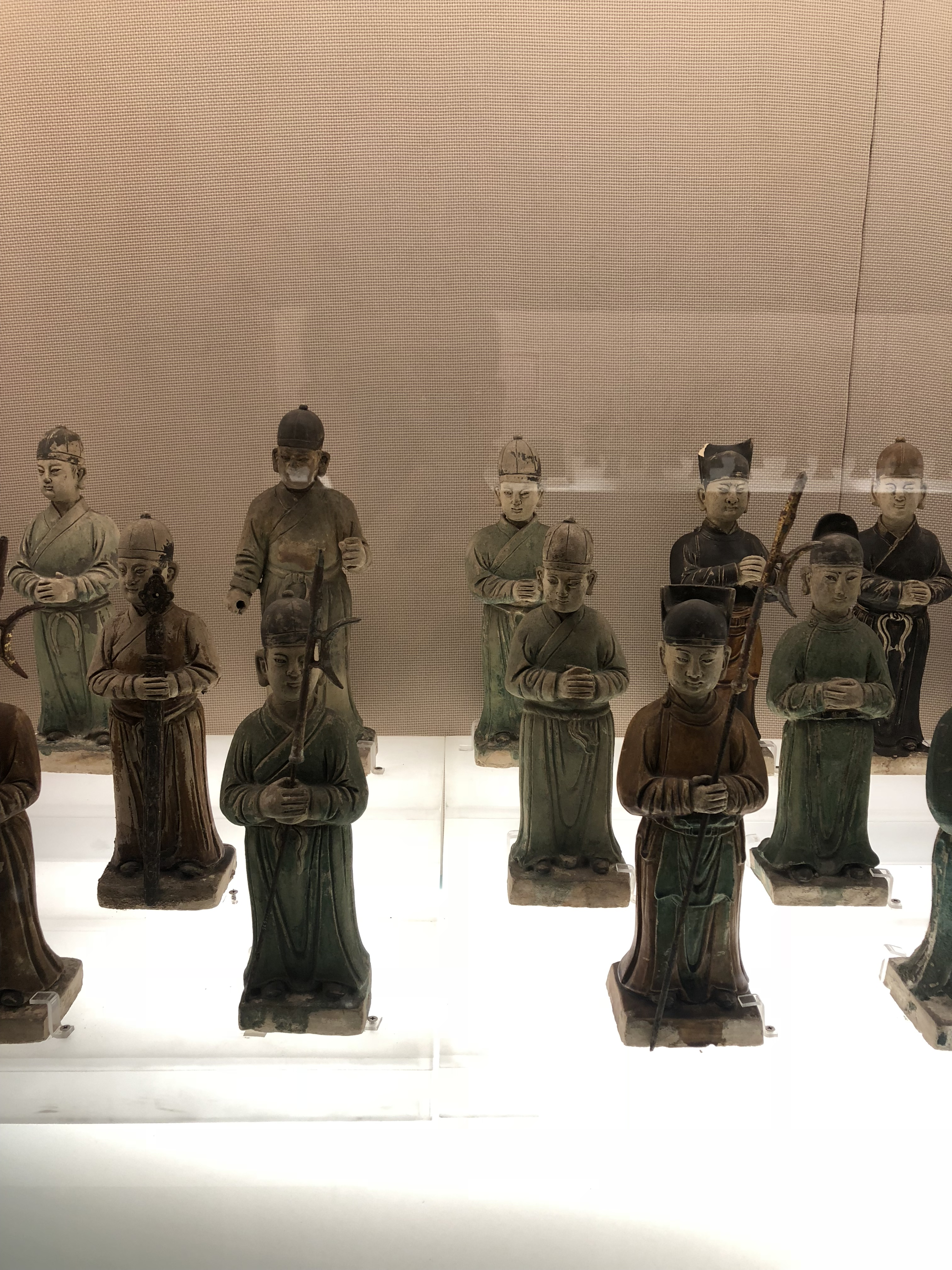
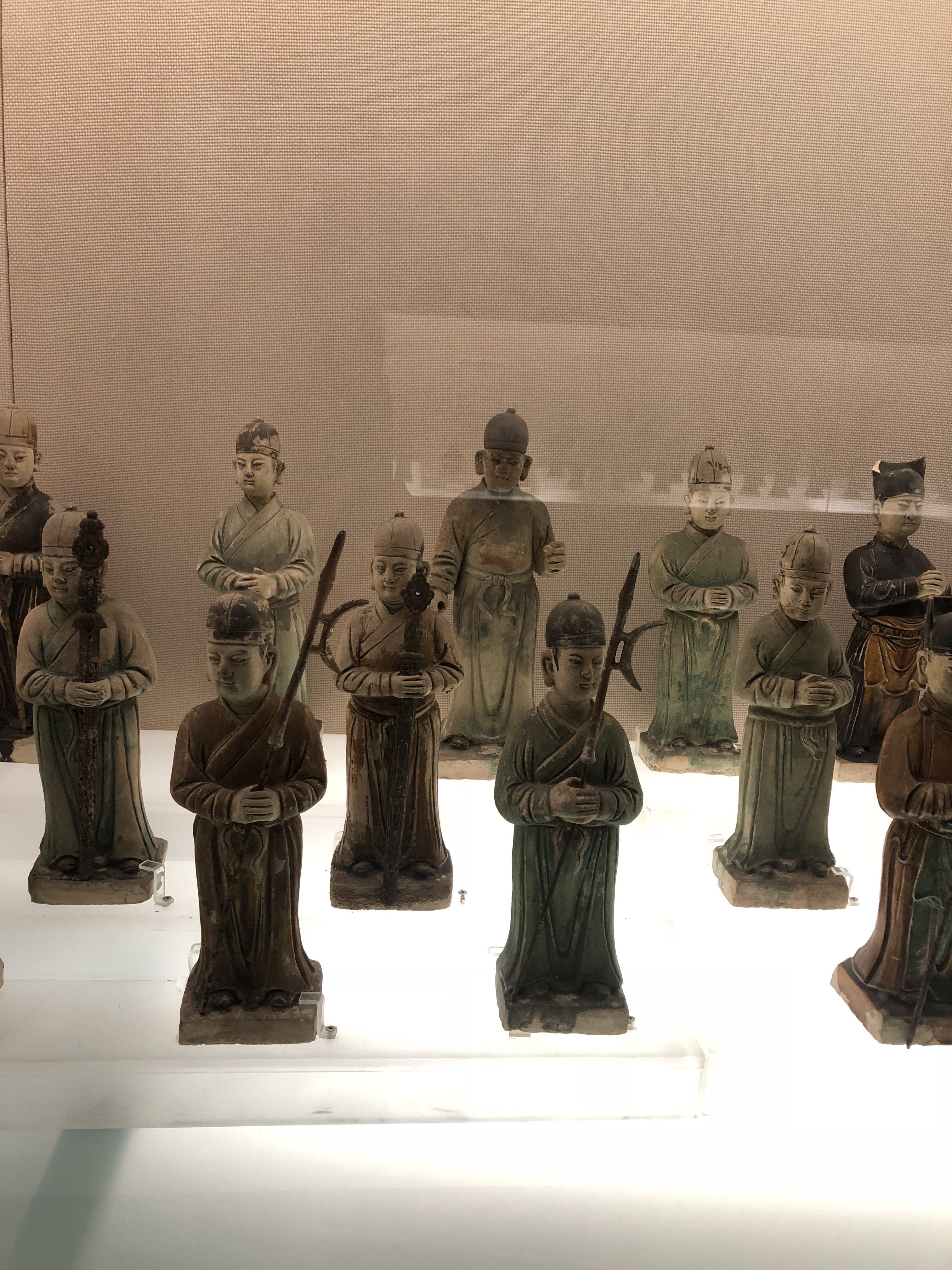
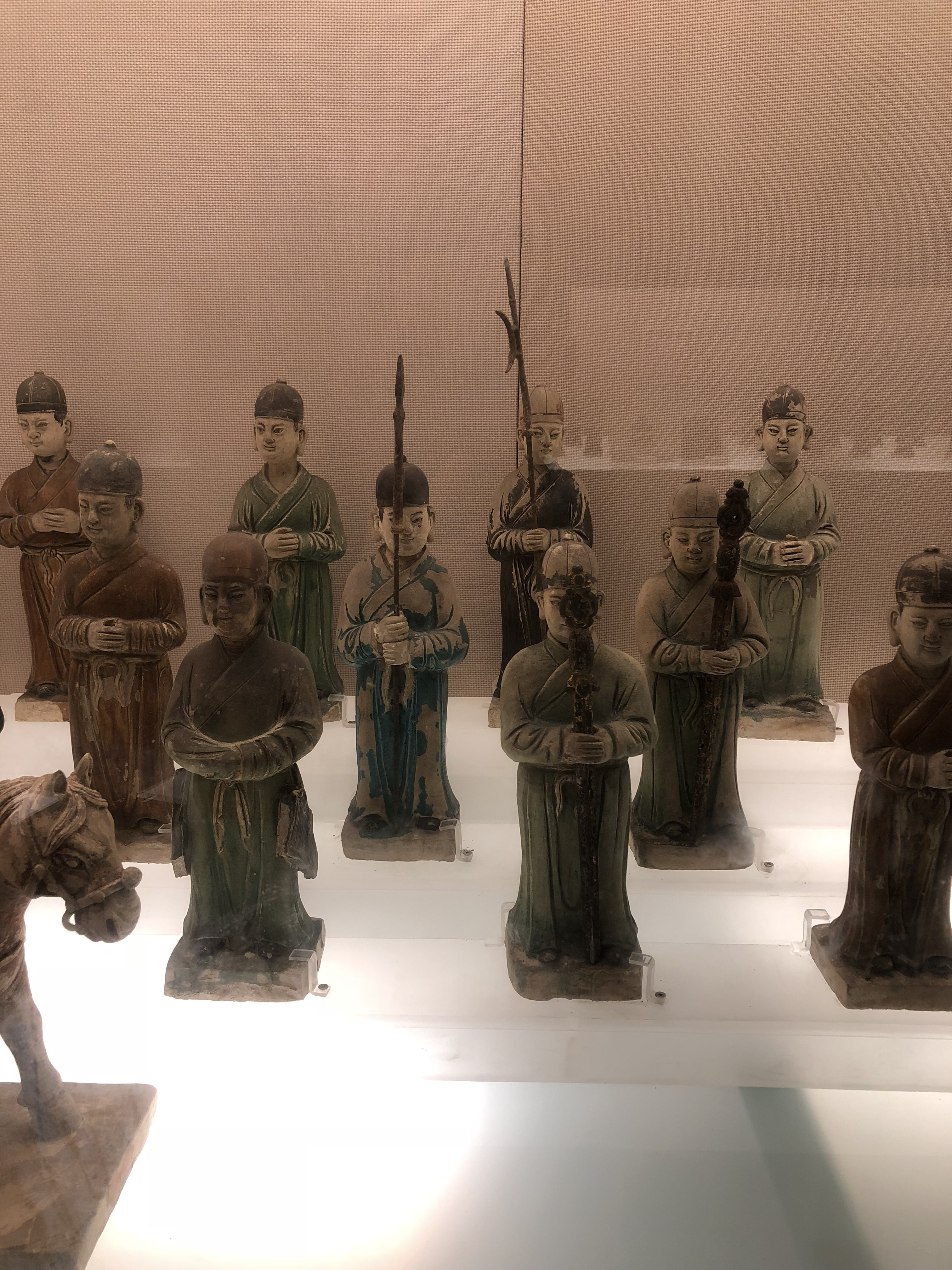
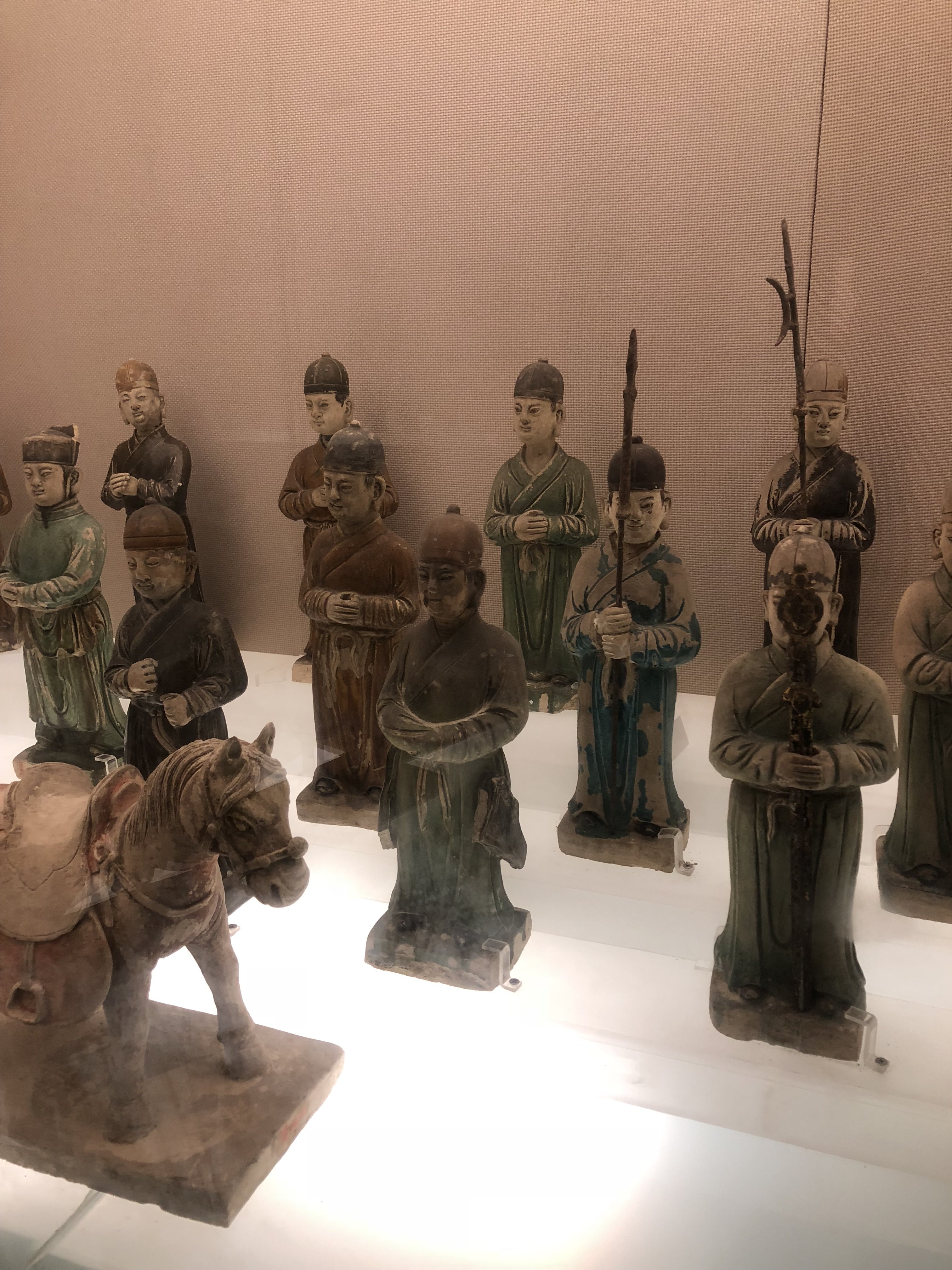
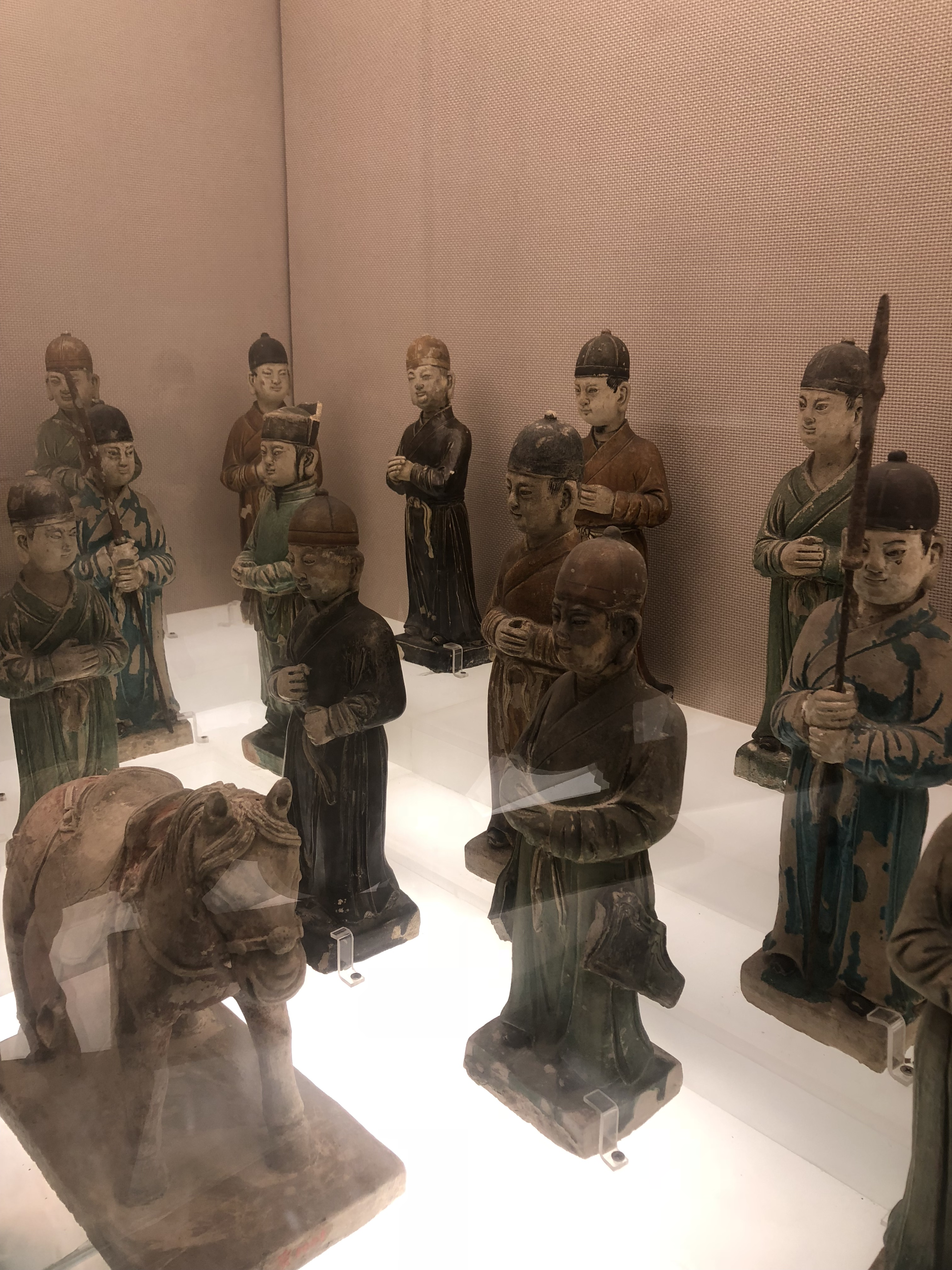
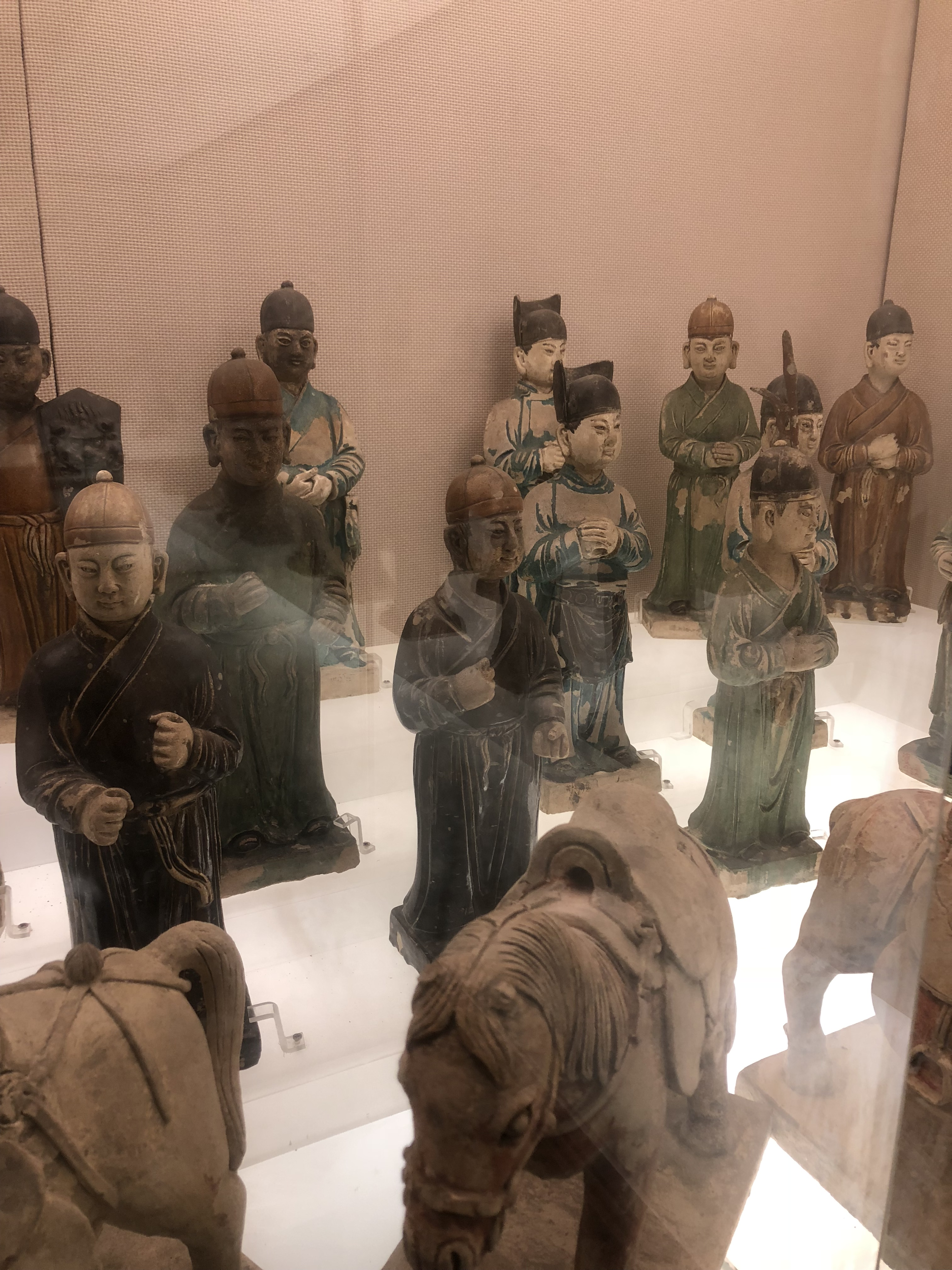
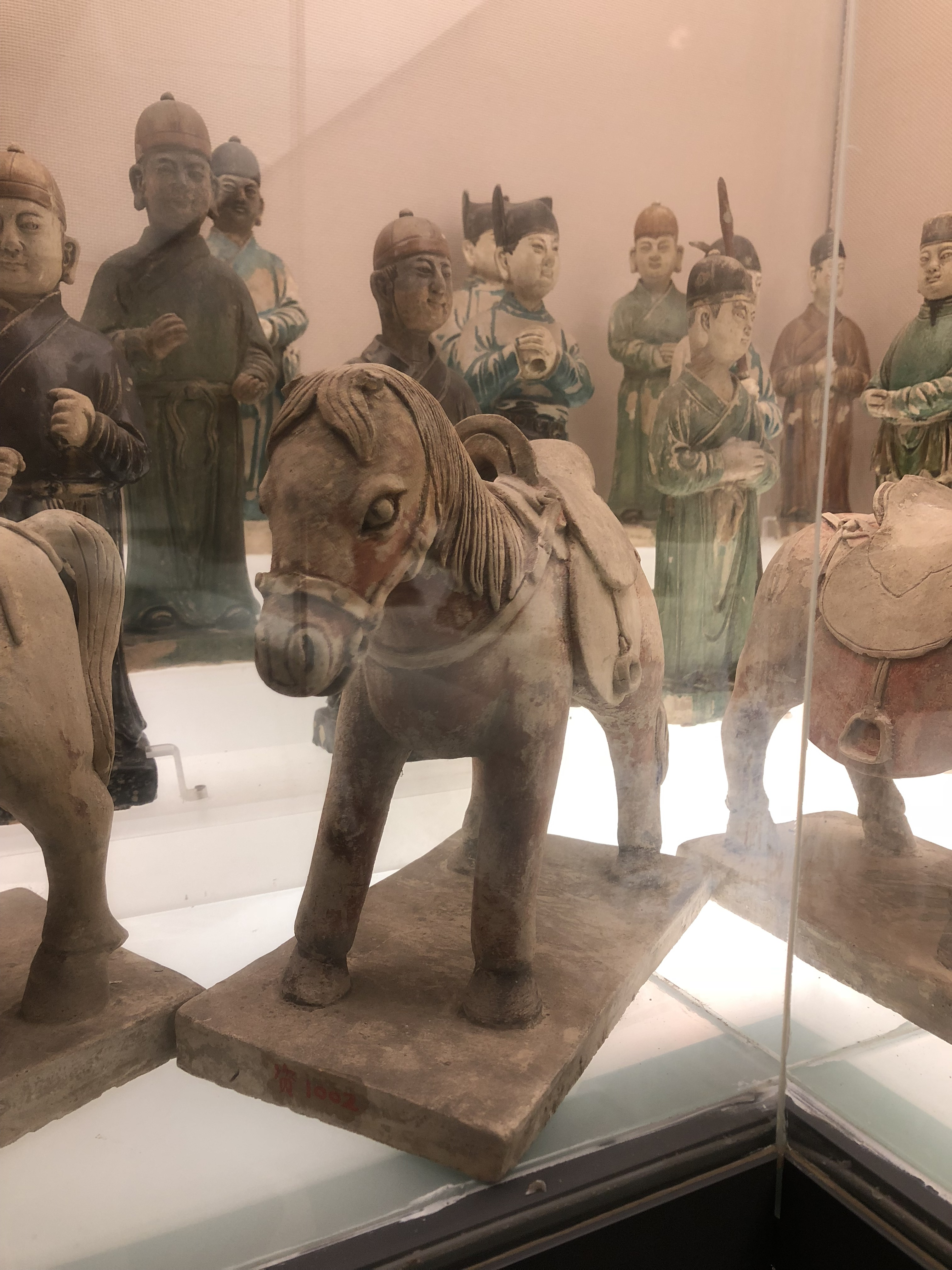
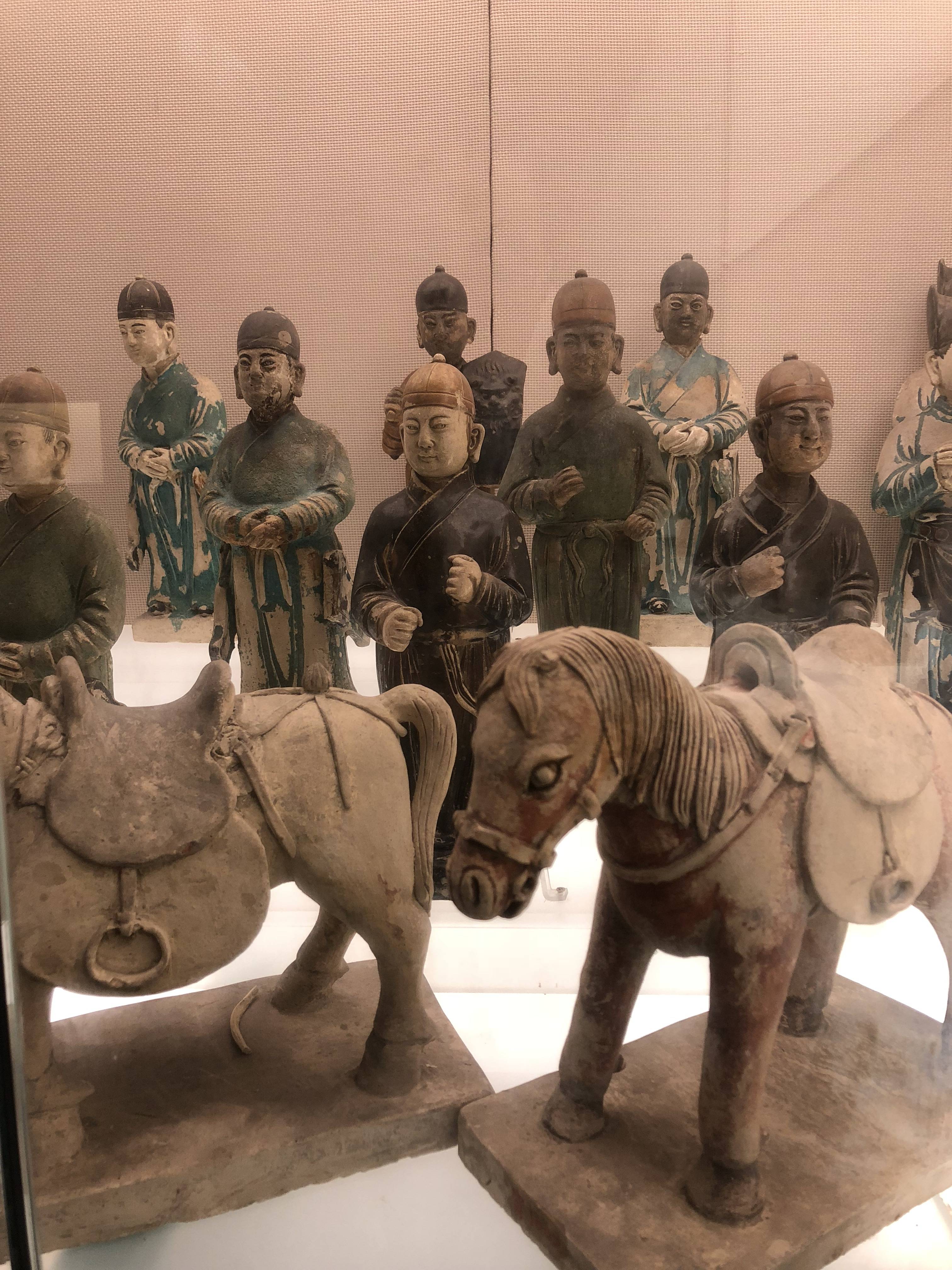
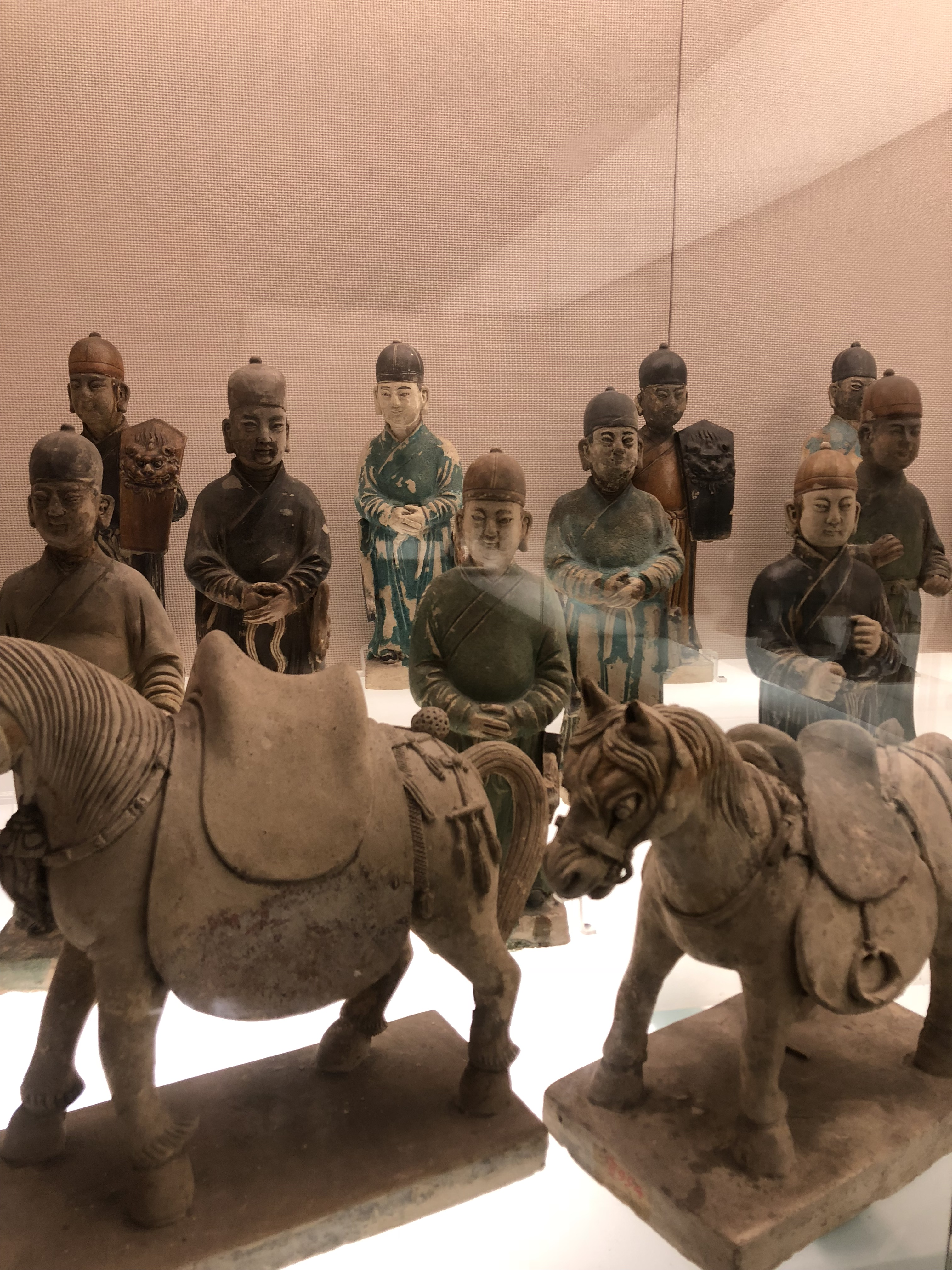
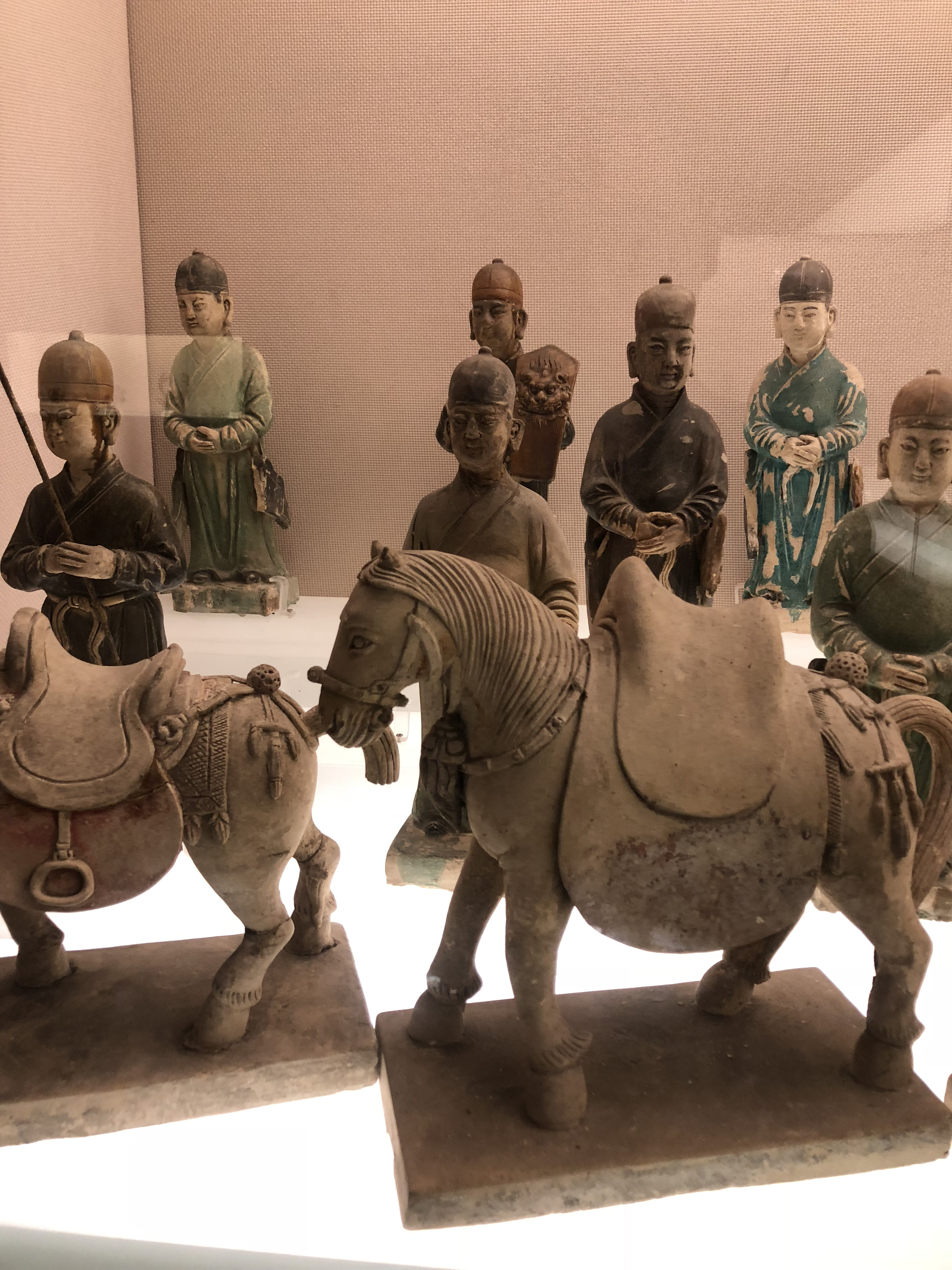
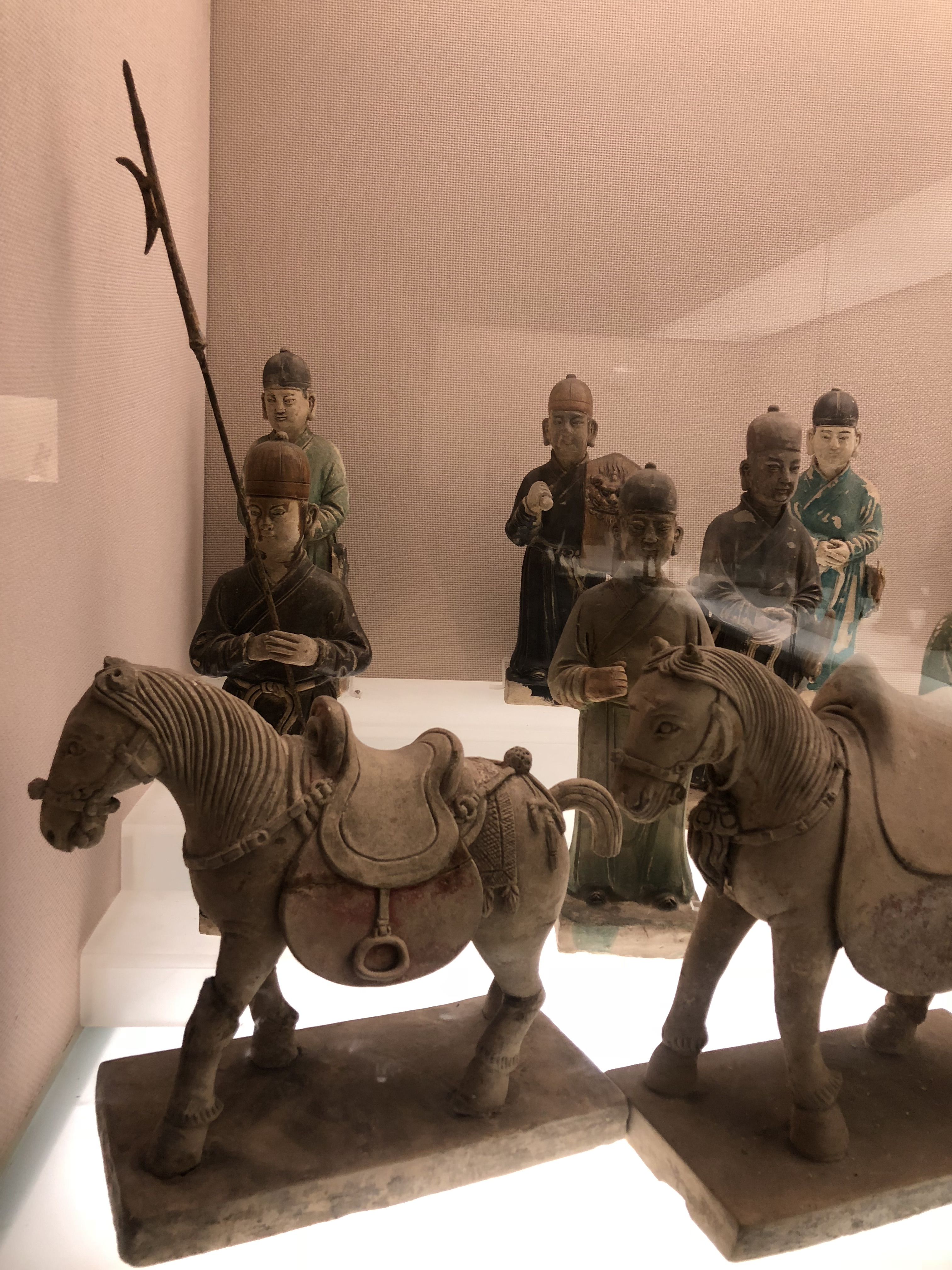
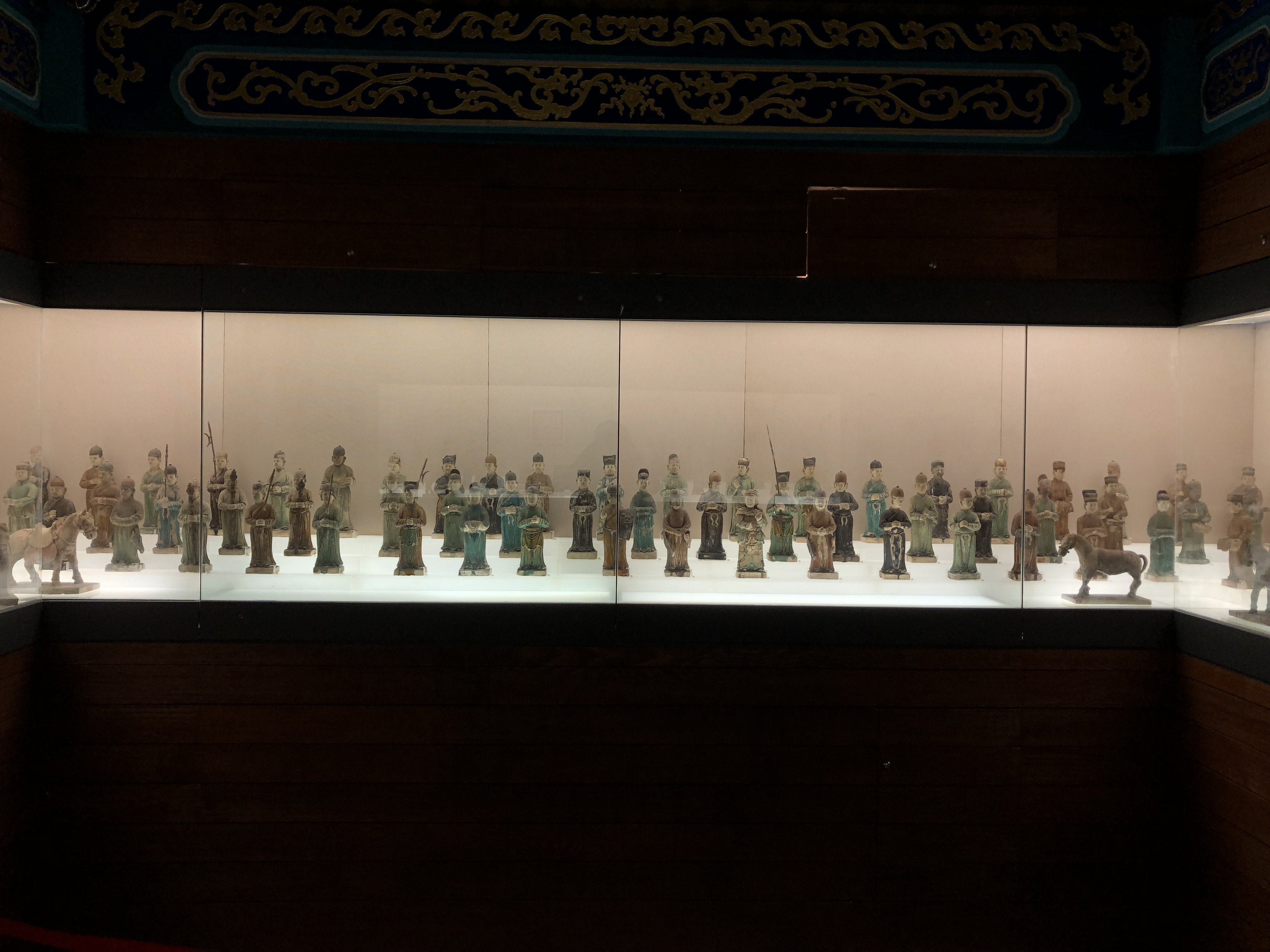
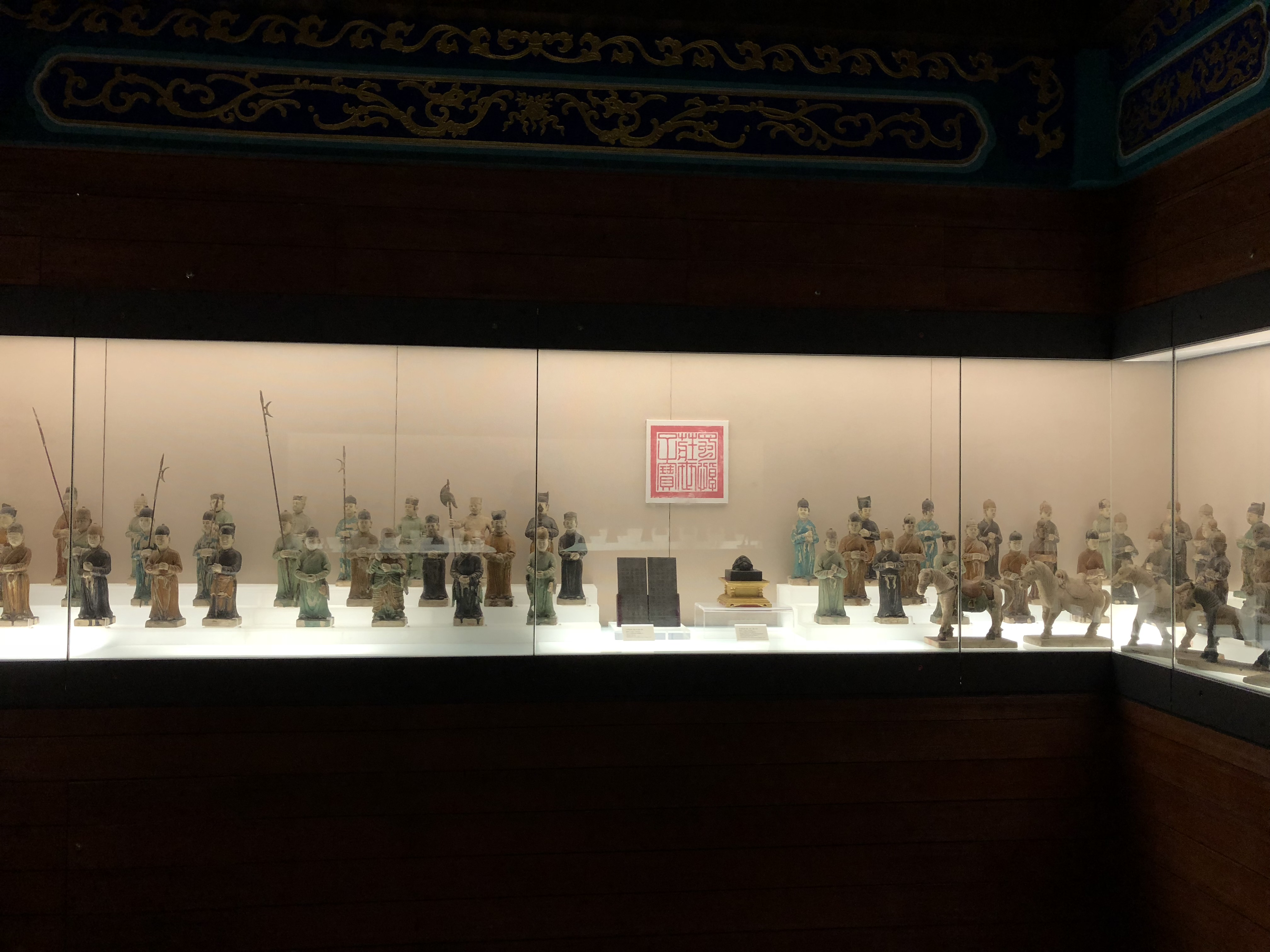
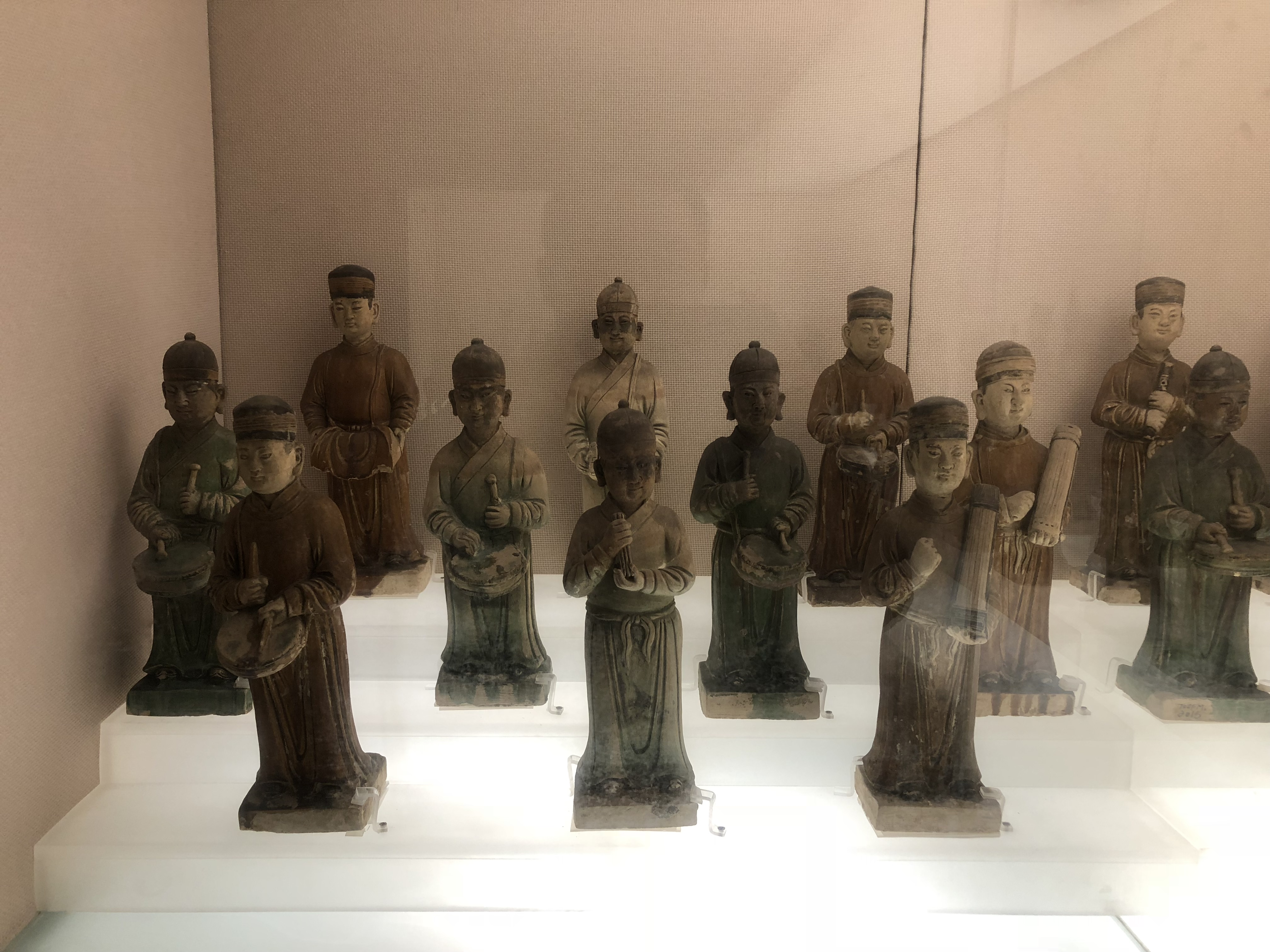
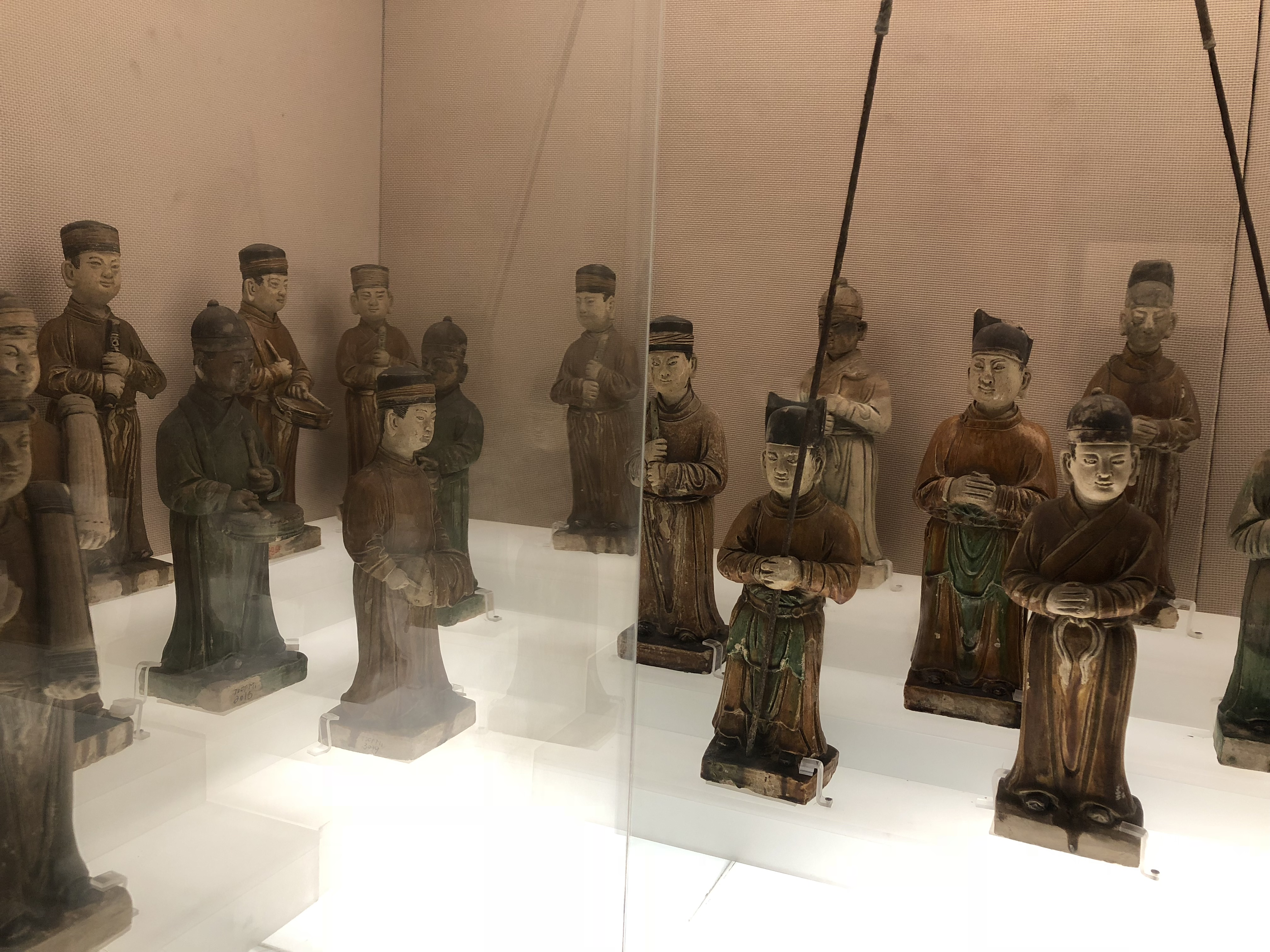
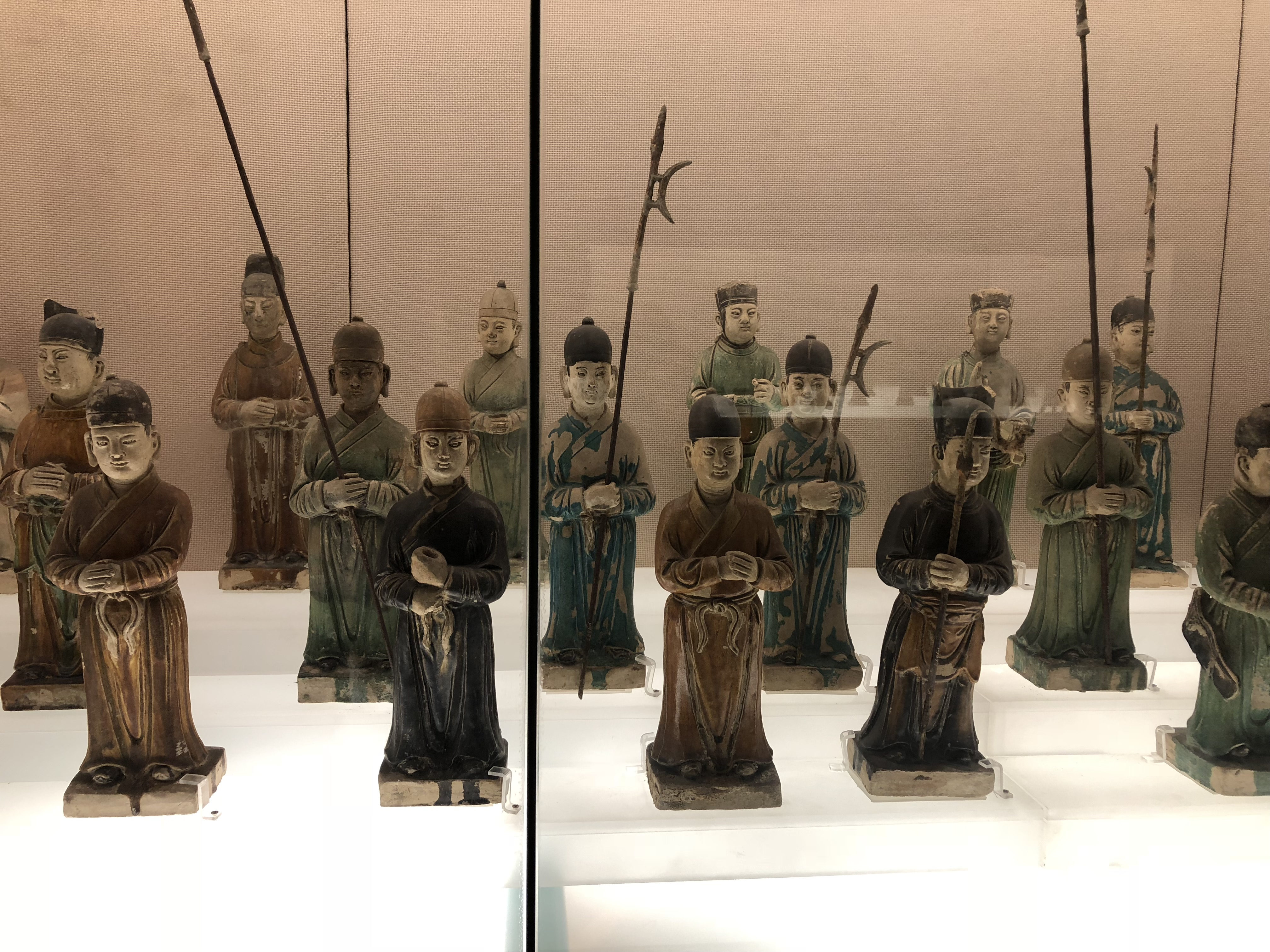
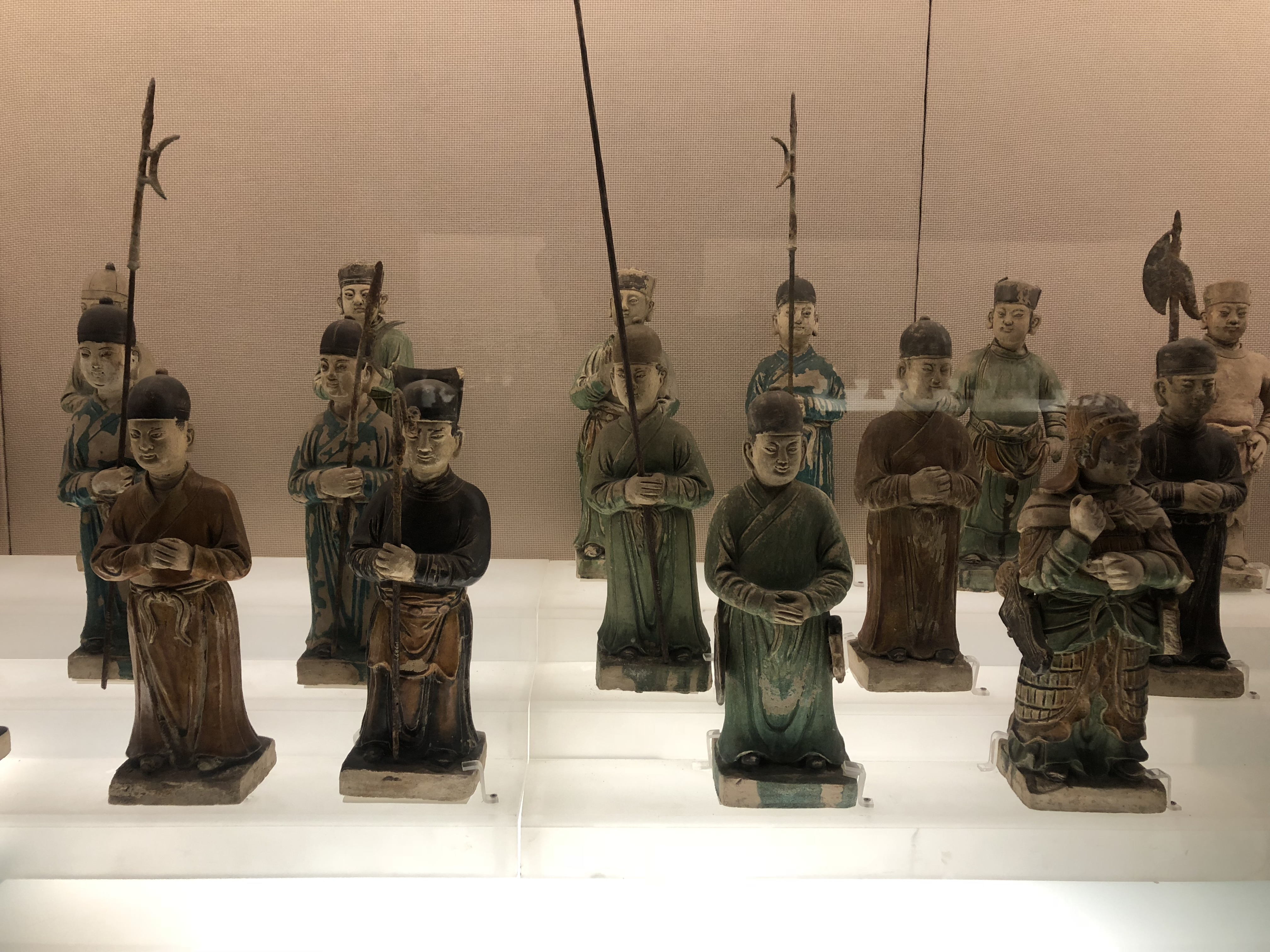
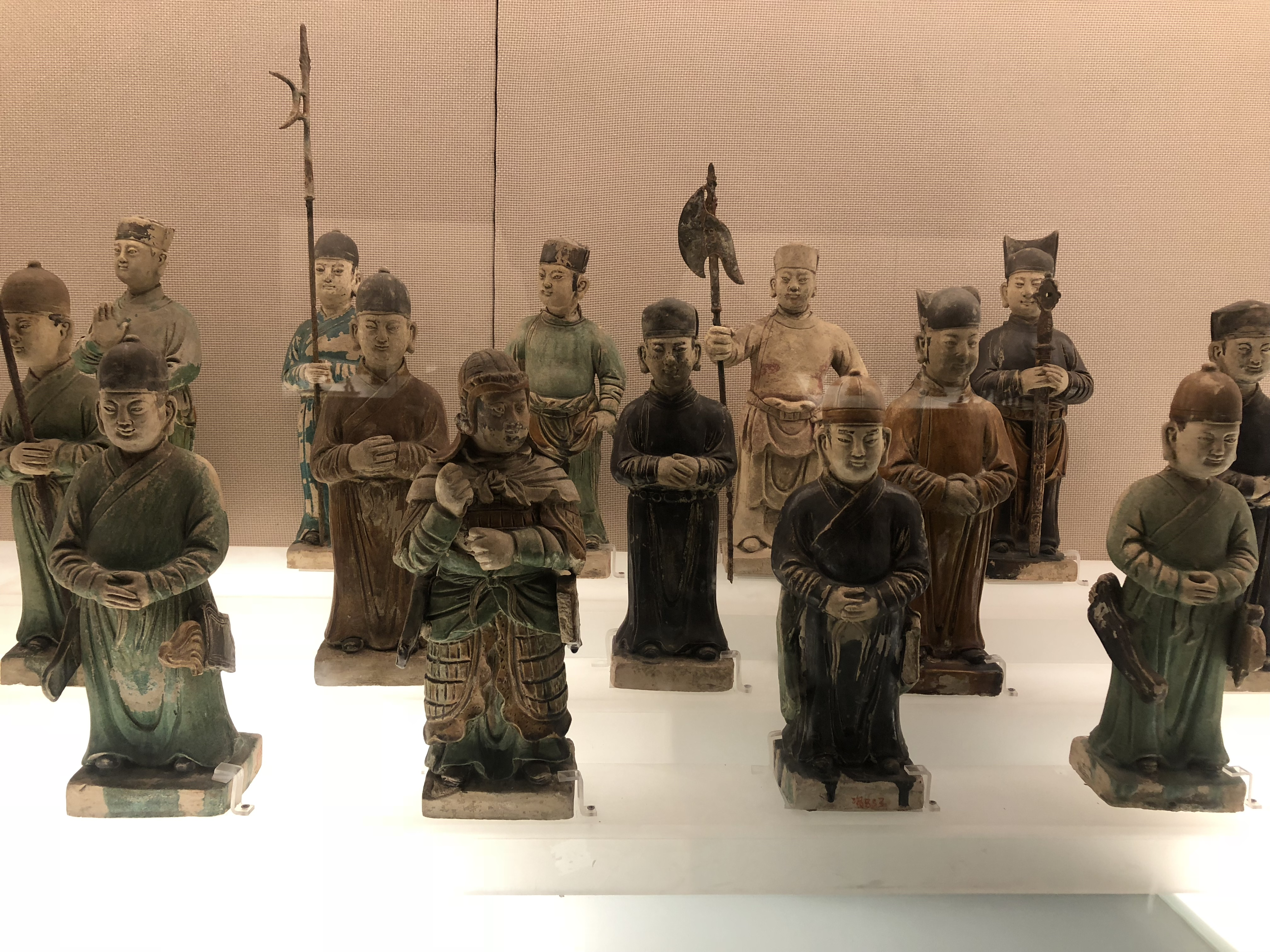
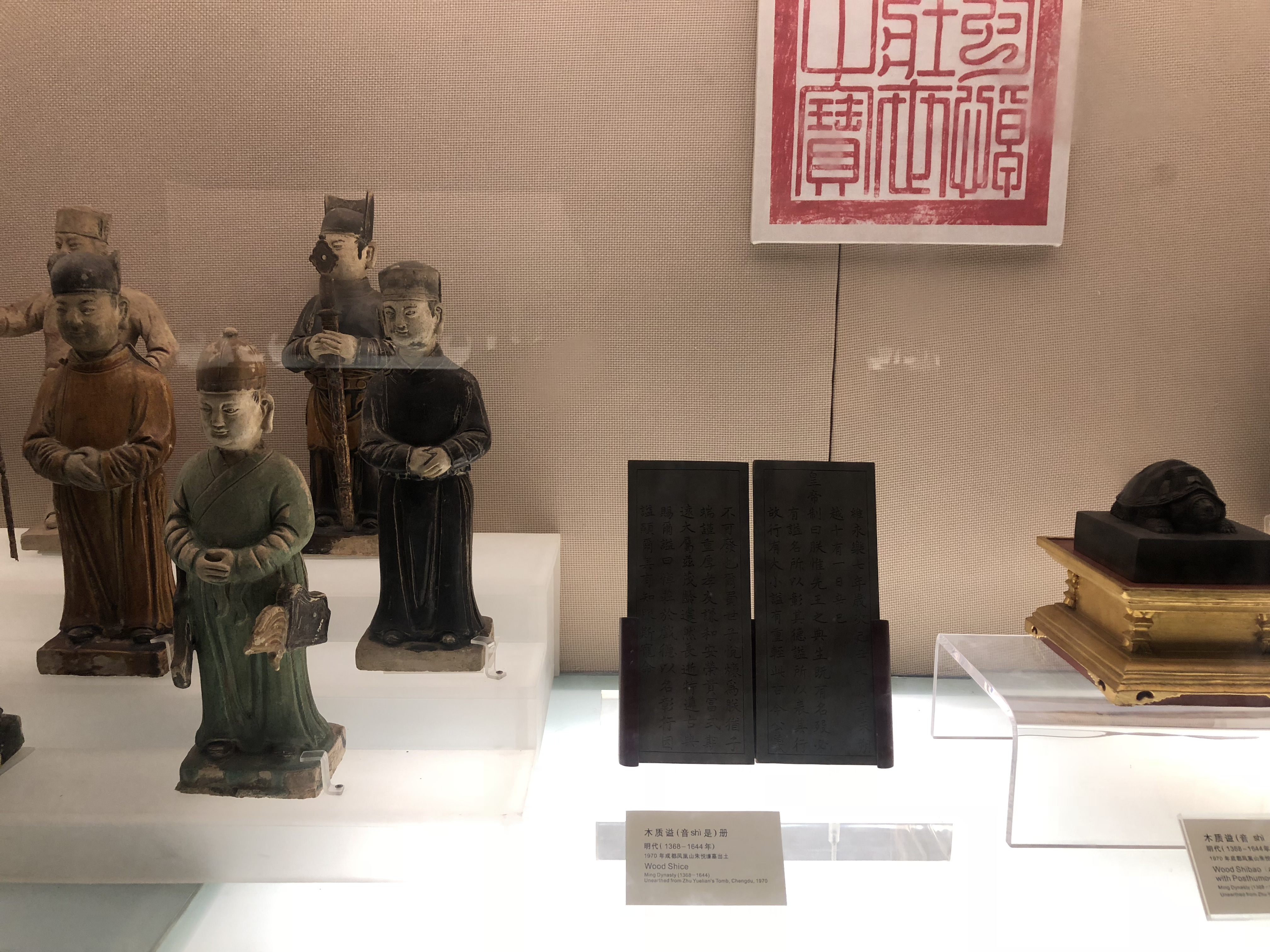
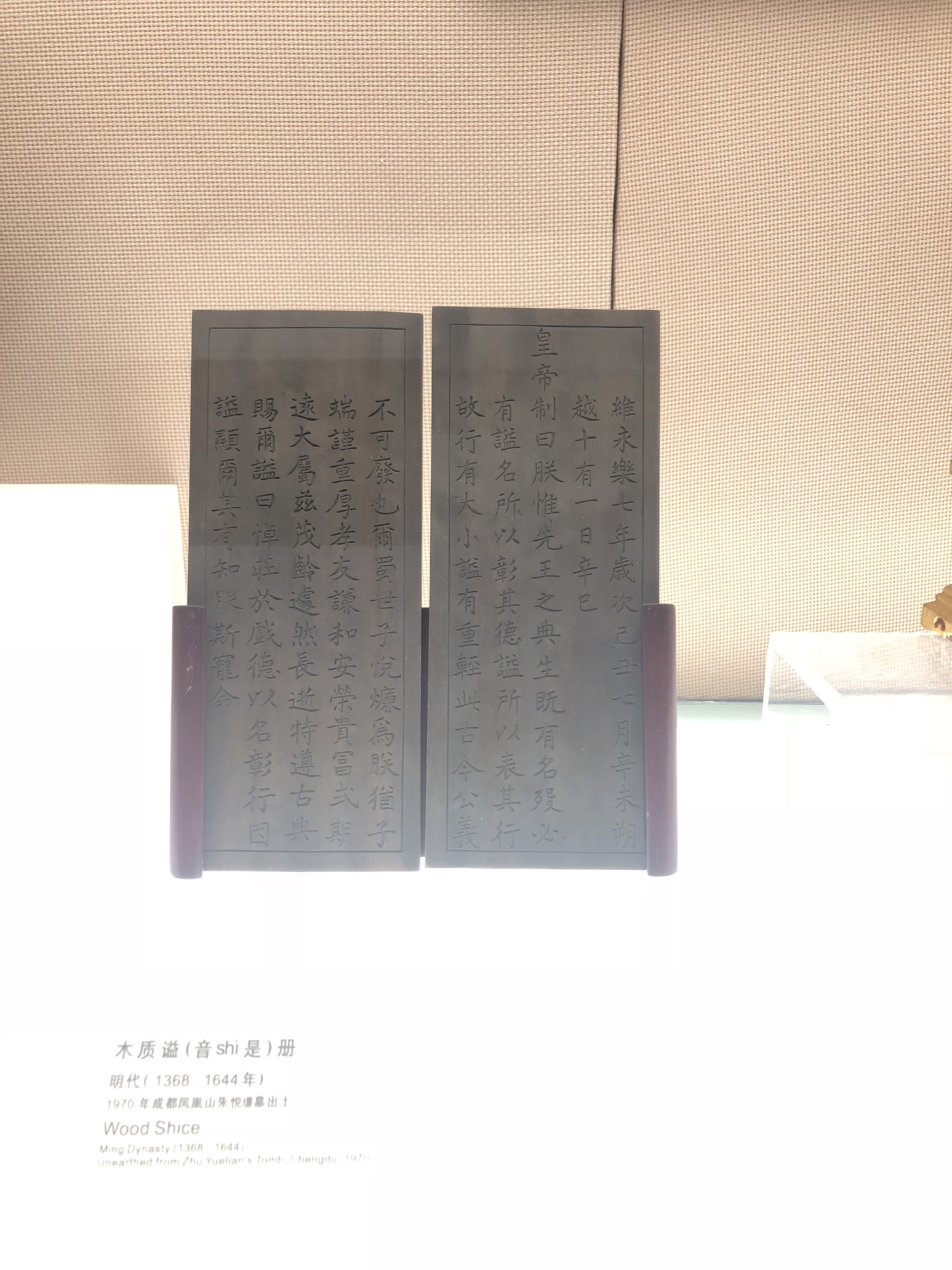
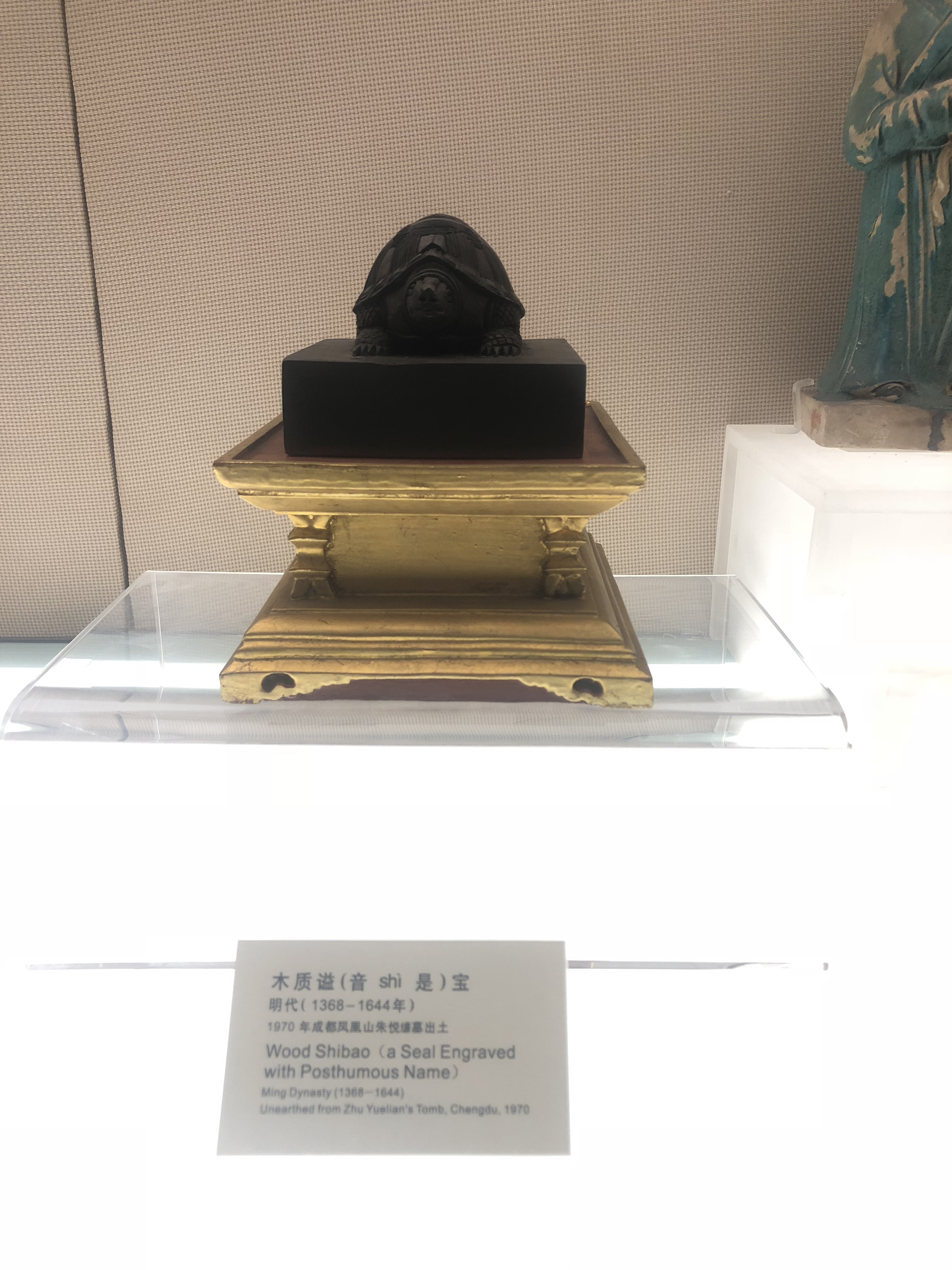
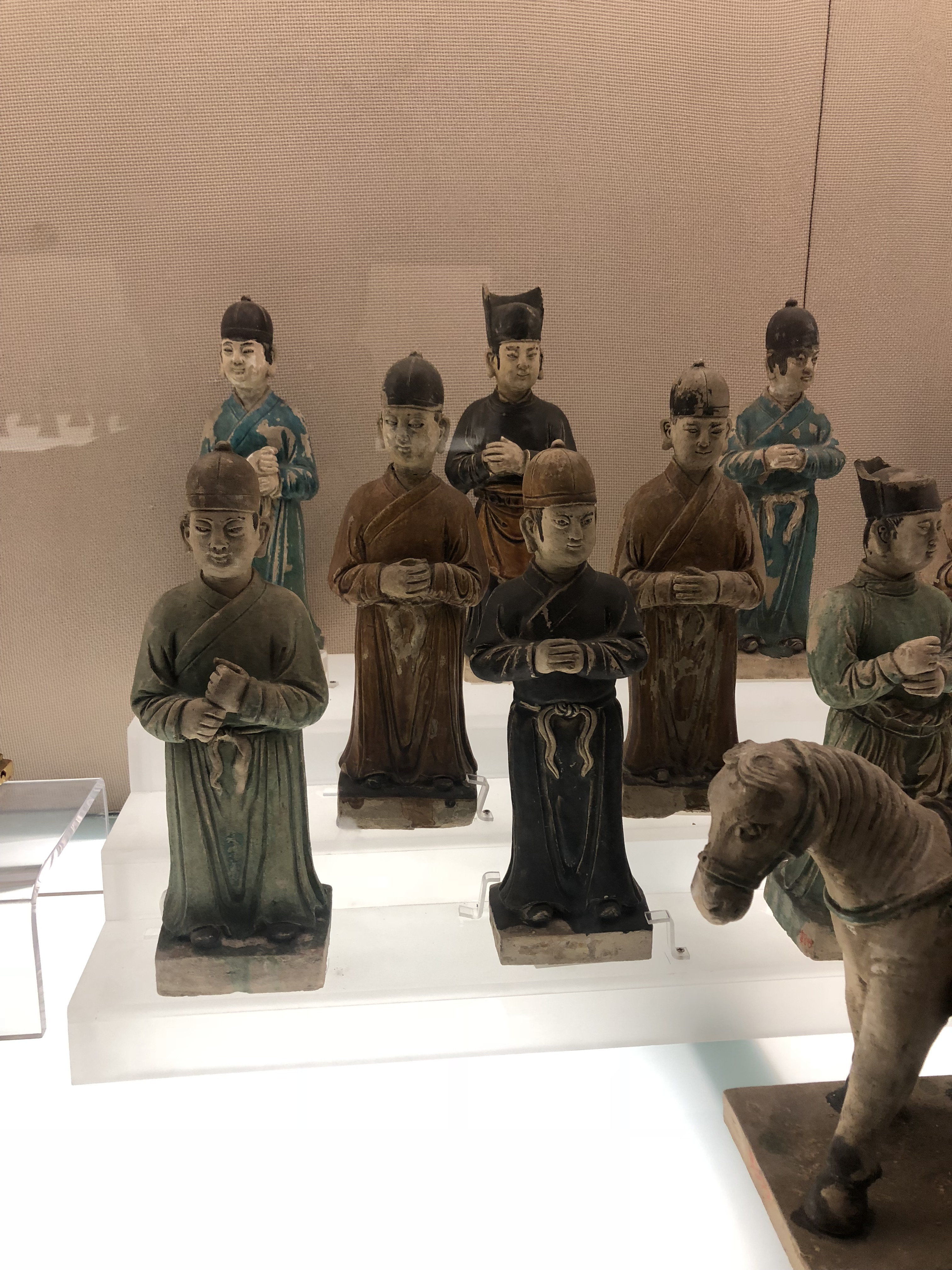
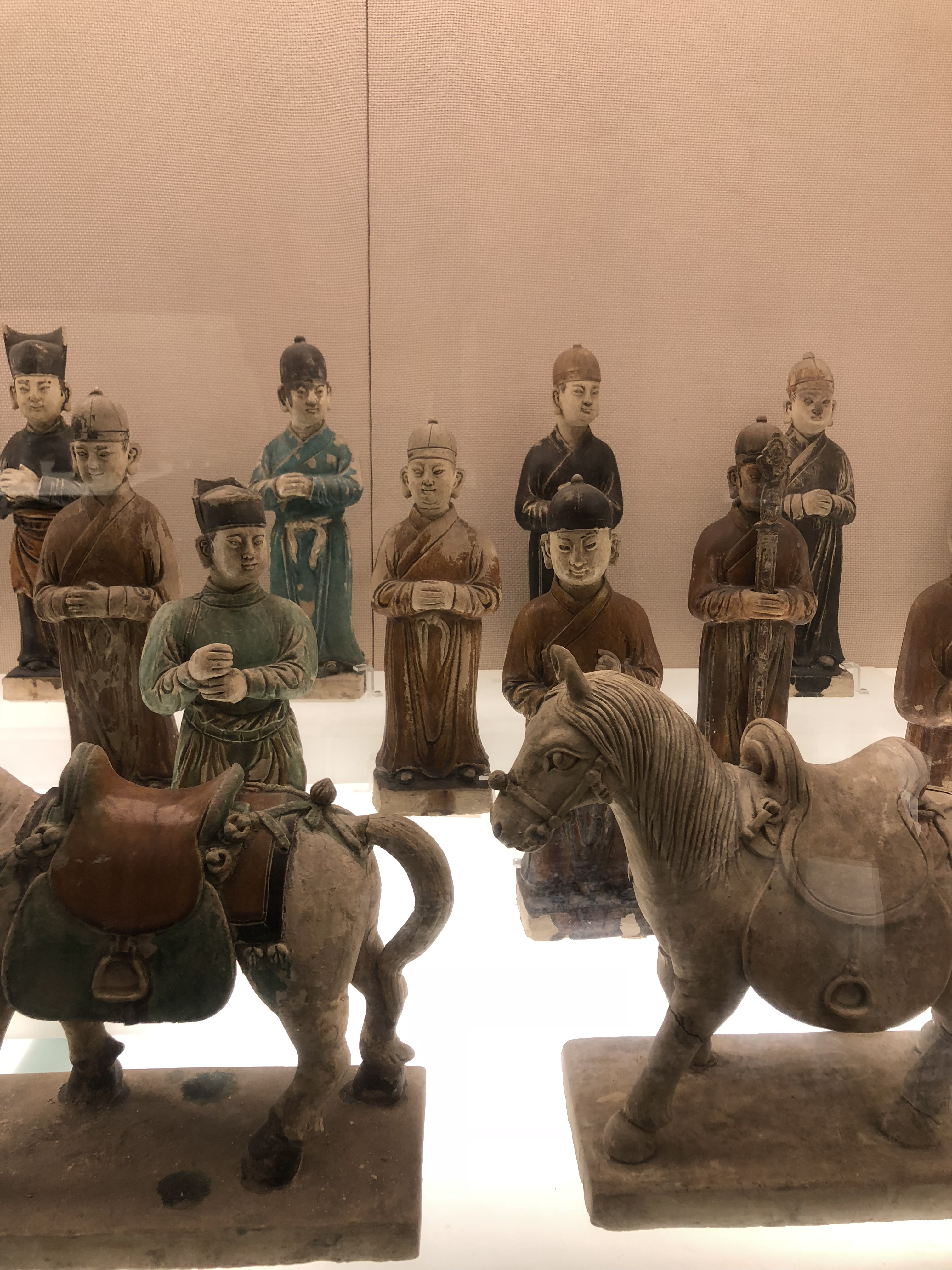
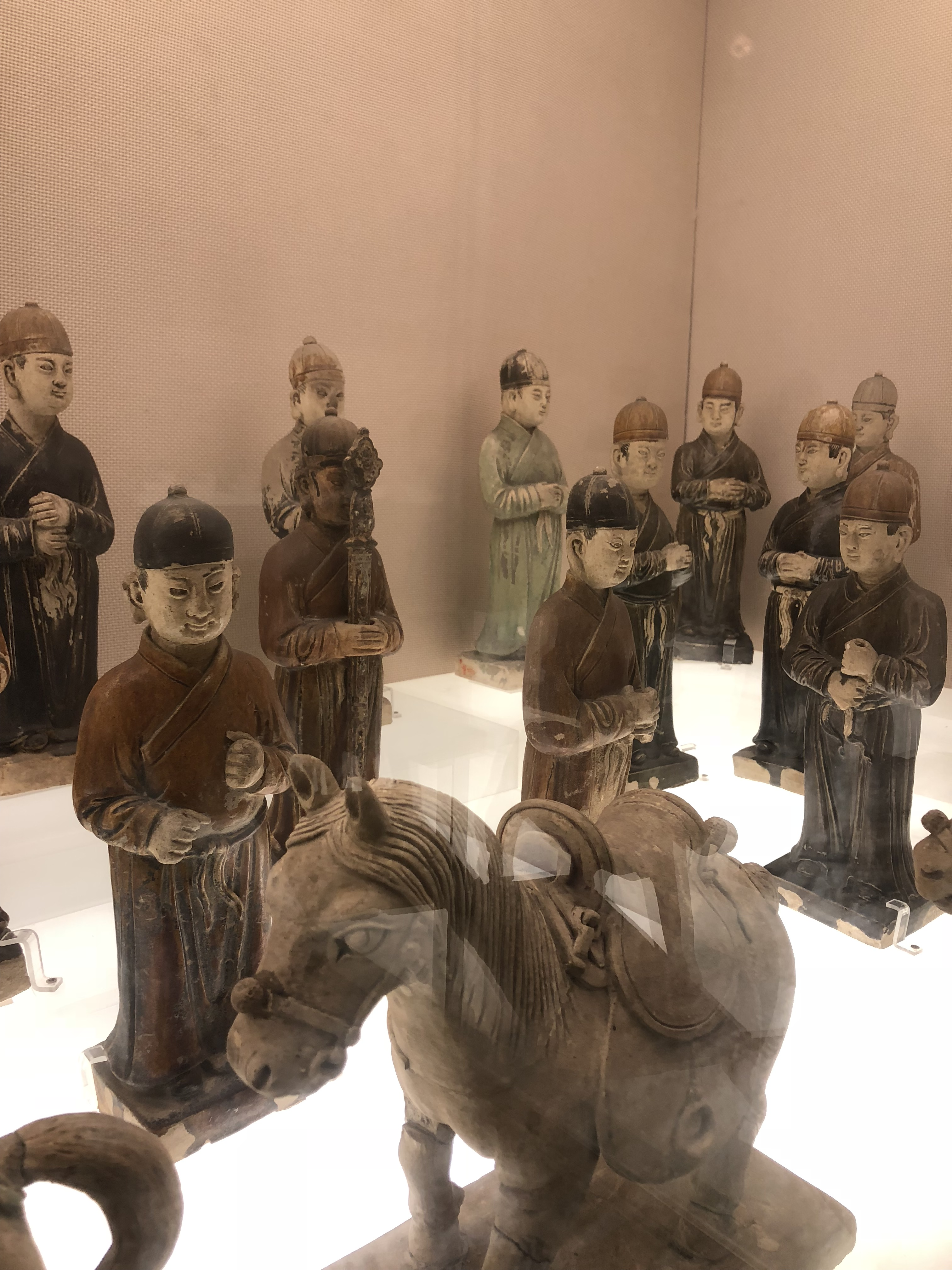
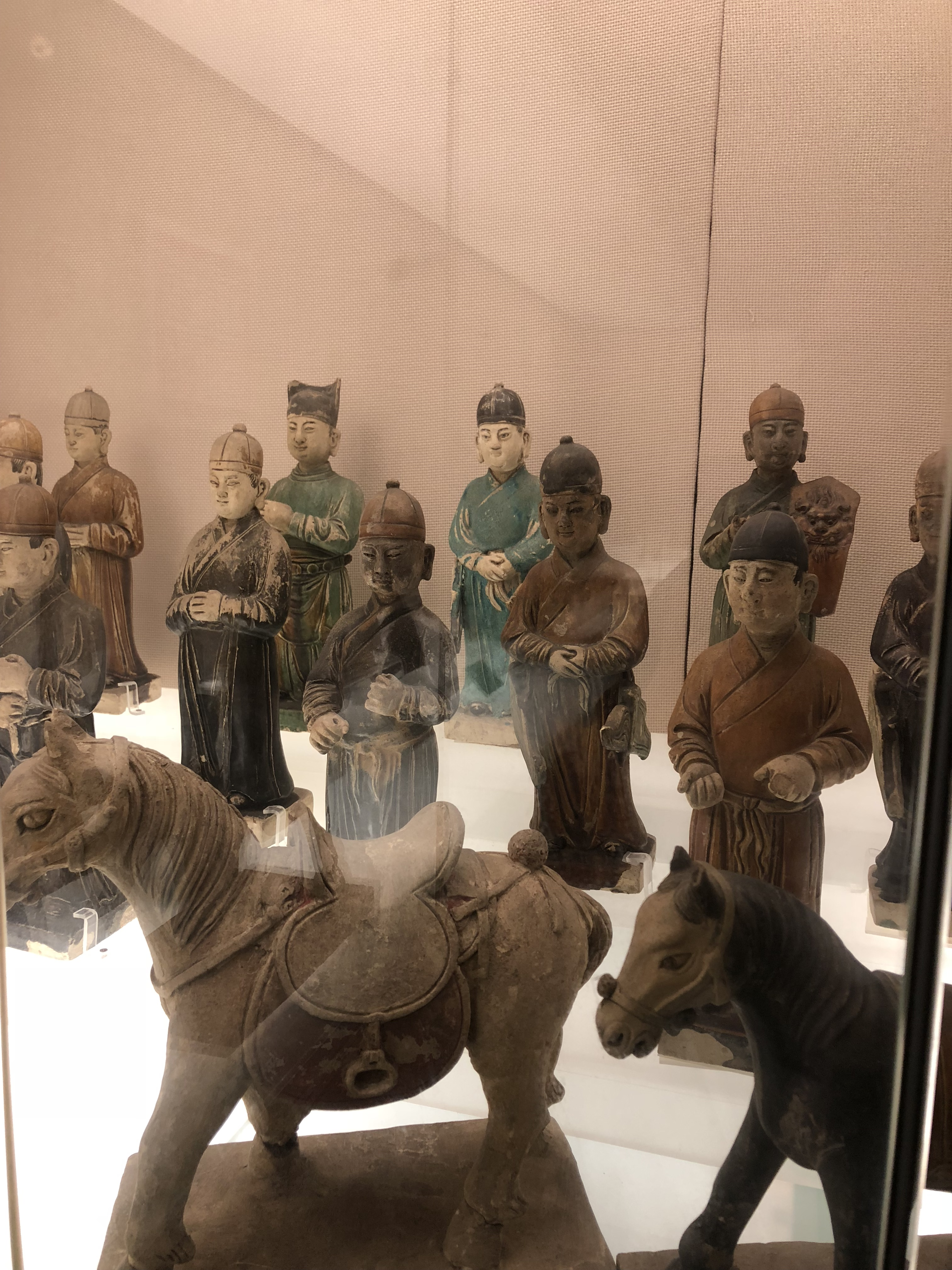
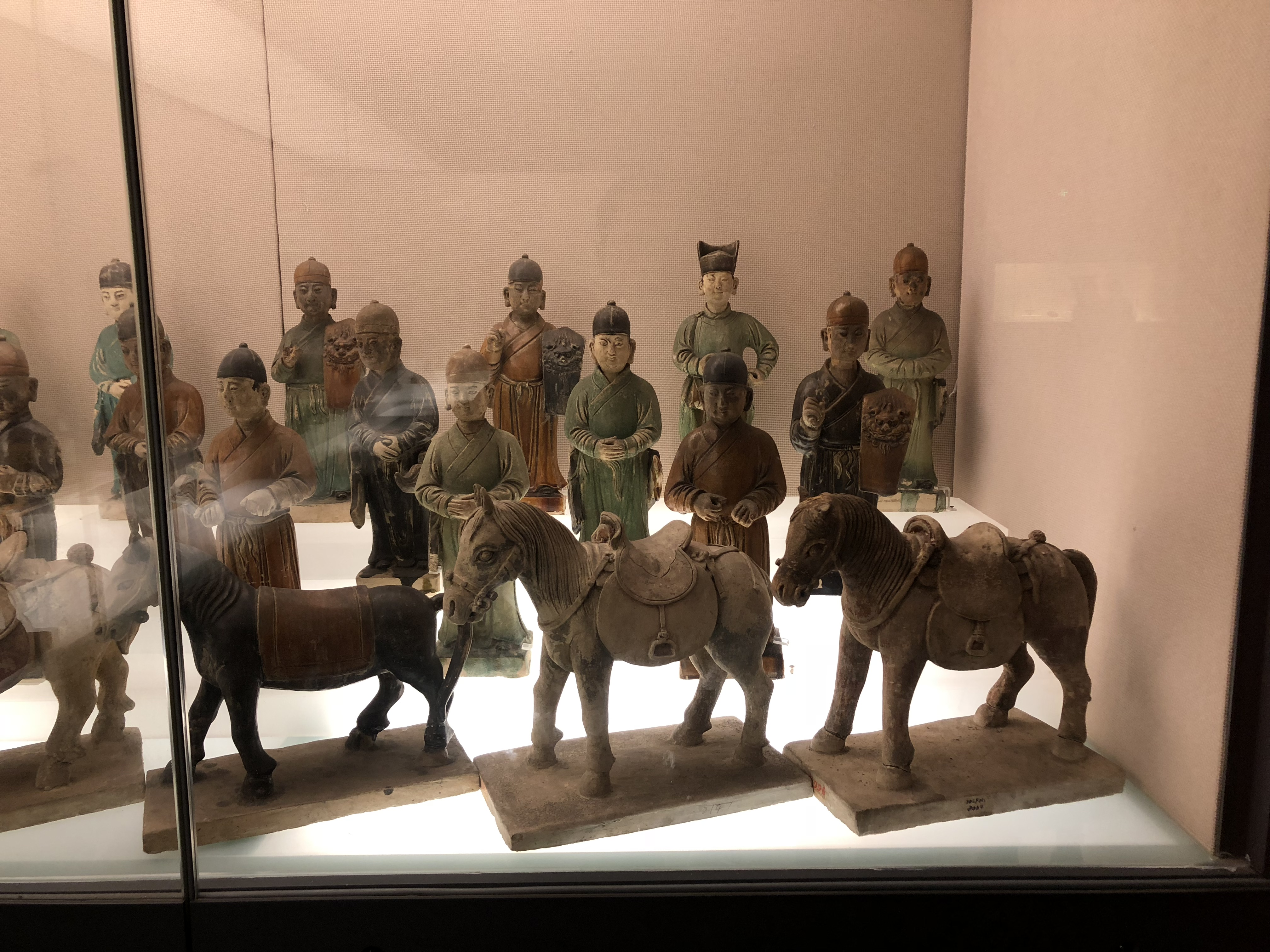
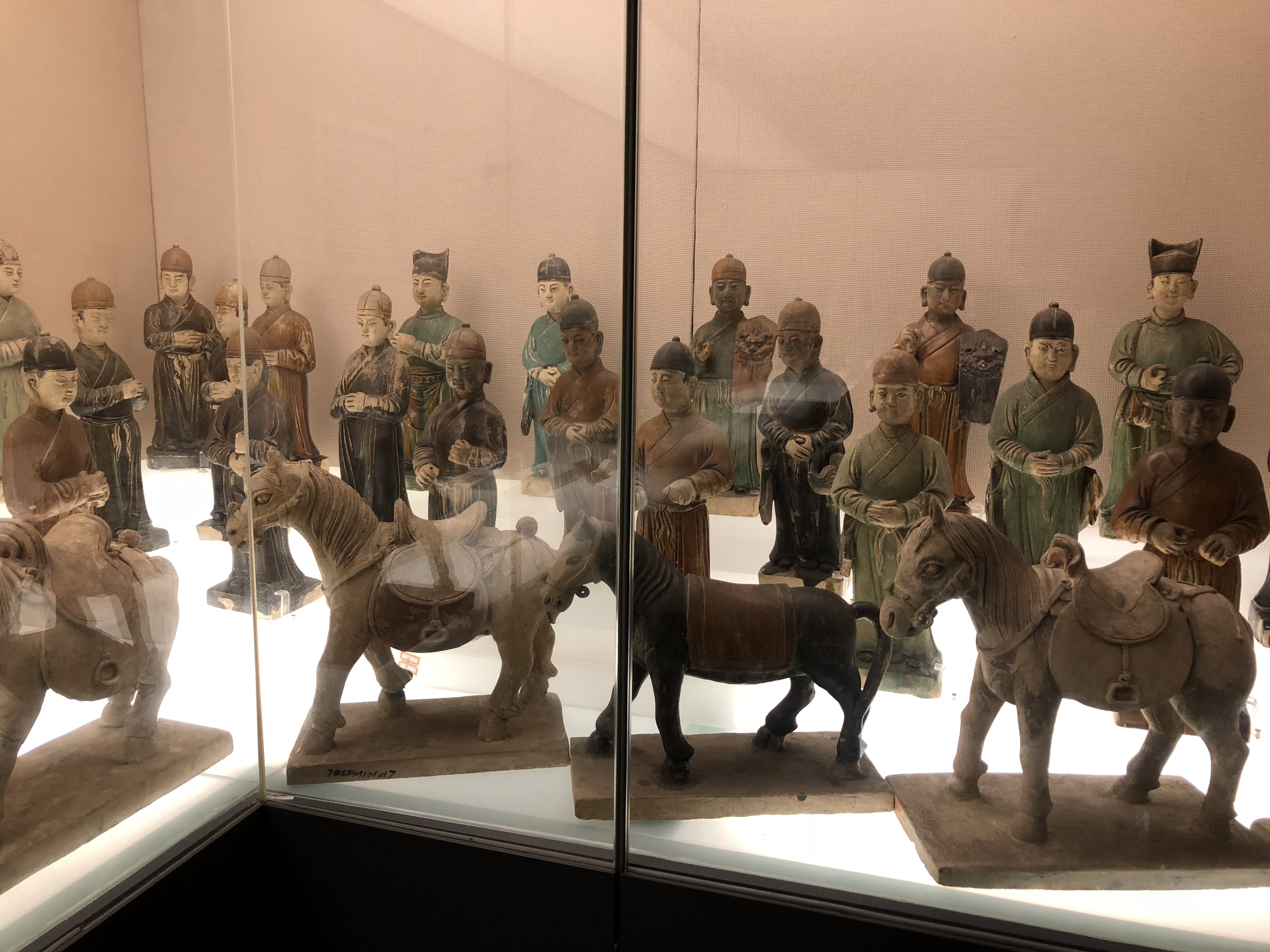
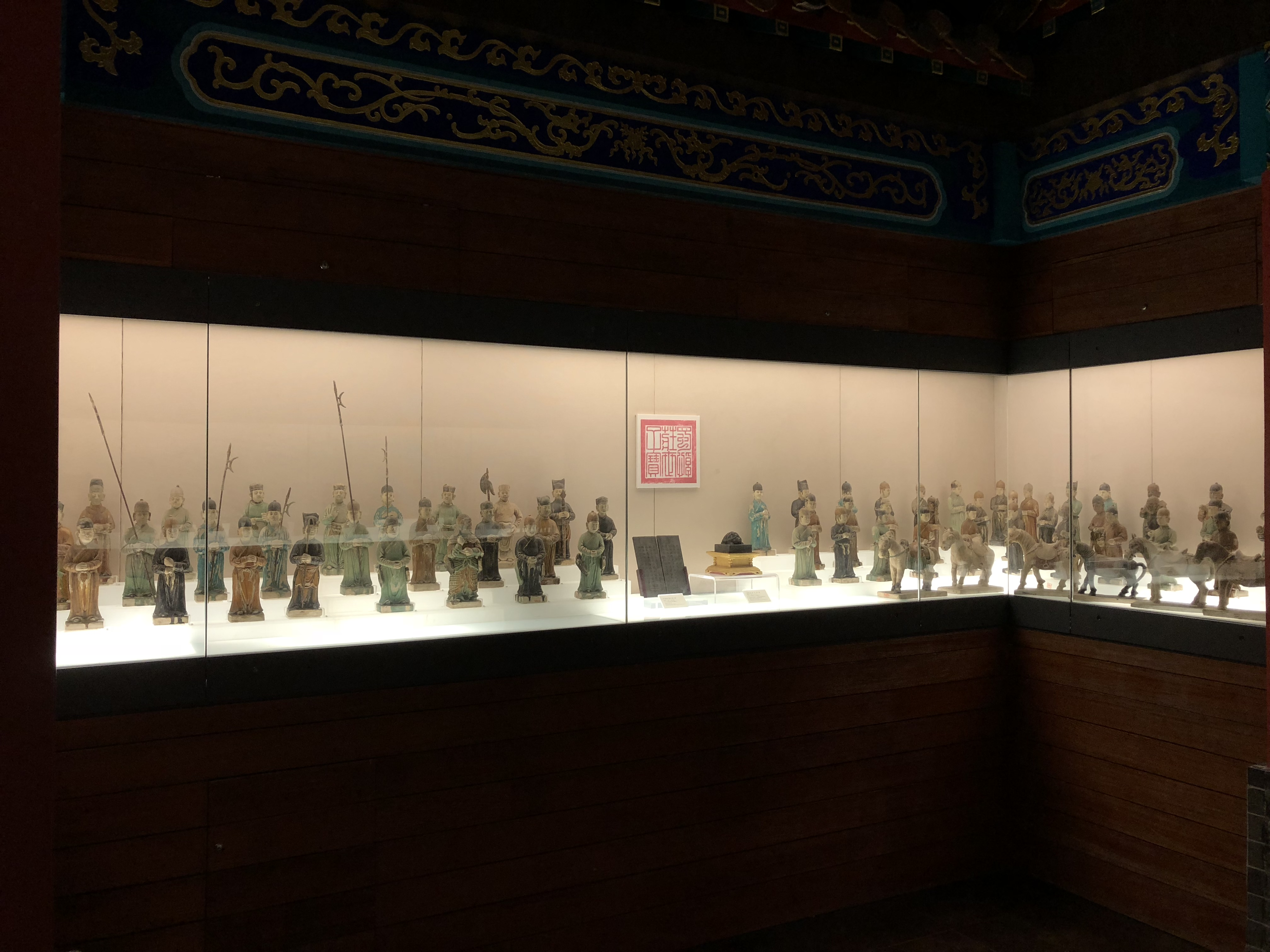